# Liste der Echo-Klassik-Preisträger
Dieser Artikel beinhaltet eine Auflistung aller Musiker und Werke, die bis 2017 mit dem Musikpreis Echo Klassik ausgezeichnet wurden. Die Preisträger des ab 2018 vergebenen Musikpreises Opus Klassik sind in der Liste der Opus-Klassik-Preisträger verzeichnet.

## Audiophile Mehrkanaleinspielung des Jahres
- 2017:  MDG,  Christoph Schoener (Bach: Orgeltoccaten)
- 2016:
  -  MDG,  Gerhild Romberger,  Alfredo Perl, (Mahler: Lieder)
  -  Ingo Schmidt-Lucas,  Musicaphon (Johann Georg Linike: Mortorium) Sonderpreis für 3D-Kopfhöreraufnahme
- 2015:  Friedrich Wilhelm Rödding,  MDG Recording
- 2014:  RIAS Kammerchor, Akademie für Alte Musik Berlin,  René Jacobs (J.S. Bach: Matthäus-Passion)
- 2013:  Ewald Kooiman,  Ute Gremmel-Geuchen,  Gerhard Gnann,  Bernhard Klapprott (J.S. Bach: Die Orgelwerke)

bis 2012Surround-Einspielung des Jahres
- 2012:  Dogma Chamber Orchester,  Mikhail Gurewitsch (American Stringbook)
- 2011:  Christian Zacharias,  Orchestre de Chambre de Lausanne (Klavierkonzerte (Mozart))
- 2010:  Karl Amadeus Hartmann und das Streichquartett
- 2009:  Christian Zacharias,  Orchestre de Chambre de Lausanne (Wolfgang Amadeus Mozart, Klavierkonzerte KV 459 und 466)
- 2008:  Anja Harteros,  Sächsische Staatskapelle Dresden,  Fabio Luisi (Strauss: Eine Alpensinfonie op. 64 / Vier letzte Lieder)
- 2007:  Roman Kofman,  Beethoven Orchester Bonn,  Tschechischer Philharmonischer Chor Brünn (Christus (Franz Liszt))
- 2006:  Ádám Fischer,  Österreichisch-Ungarische Haydn-Philharmonie (J. Haydn: Sinfonien Nr. 92 & 94, Ouvertüre La fedelta premiata)

## Bestseller des Jahres
- 2017:  Jonas Kaufmann (Dolce Vita)
- 2016:  Jonas Kaufmann (Nessun Dorma – The Puccini Album)
- 2014:  David Garrett (Garrett vs. Paganini)
- 2013:  Lang Lang (The Chopin Album)
- 2012:  David Garrett (Legacy)
- 2009:  The Cistercian Monks of Stift Heiligenkreuz (Chant – Music for Paradise)
- 2008:  Anna Netrebko,  Rolando Villazón (Duets)
- 2007:  Anna Netrebko (Russian Album)
- 2006:  Anna Netrebko (G. Verdi: La traviata)
- 2005:  Anna Netrebko (Sempre libera)
- 2004:  Cecilia Bartoli (The Salieri Album)
- 2003:  London Symphony Orchestra,  Lorin Maazel,  Andrea Bocelli (Sentimento)
- 2002:  Cecilia Bartoli (Italien arias)
- 2000:  Andrea Bocelli (Sacred arias)
- 1999:  Helmut Lotti (Helmut Lotti Goes Classic II)
- 1998:  Andrea Bocelli (Aria – The Opera Album)
- 1997:  Andrea Bocelli (Viaggio italiano)
- 1996:  Vanessa-Mae (The Violin Player)
- 1995: (Die drei Tenöre)  José Carreras,  Luciano Pavarotti,  Plácido Domingo (The Three Tenors in Concert 1994)
- 1994:  Plácido Domingo,  Diana Ross,  José Carreras (Christmas in Vienna)

## Chorwerke-, Oratorien-, Messen-Einspielung des Jahres
- 2017:
  -  Chorus Musicus Köln,  Das Neue Orchester,  Christoph Spering (J. S. Bach: Luther-Kantaten)
- 2016:
  -  Päpstlicher Chor der Sixtinischen Kapelle,  Massimo Palombella (Cantate Domino)
- 2015:
  -  Norddeutscher Kammerchor (Melchior Franck: Chorwerke)
- 2014:
  -  RIAS Kammerchor, Akademie für Alte Musik Berlin,  René Jacobs (J. S. Bach: Matthäus-Passion)
- 2013:
  -  Vocalconsort Berlin,  James Wood (Carlo Gesualdo: Sacrae Cantiones, Liber secundus)
- 2012:
  -  Chor des Bayerischen Rundfunks,  Münchener Kammerorchester,  Peter Dijkstra (Fauré: Requiem) (Chor/Ensemblemusik 18./19. Jahrhundert)
  -  Coro Nacional de Cuba,  Digna Guerra (El canto quiere ser luz) (Chor/Ensemblemusik 20./21. Jahrhundert)
  -  John Eliot Gardiner (Johann Christoph Bach: Welt, gute Nacht) (Chor/Ensemblemusik 16./17. Jahrhundert)
  -  SWR Vokalensemble Stuttgart,  WDR Rundfunkchor Köln,  WDR Sinfonieorchester Köln,  Péter Eötvös (Ligeti: Requiem, Apparitions, San Francisco Polyphony) (Chor/Ensemblemusik 20./21. Jahrhundert)
- 2011:
  -  Christoph Spering,  Das Neue Orchester,  Chorus Musicus Köln (Mendelssohn Bartholdy: Elias) (Chor/Ensemblemusik 18./19. Jahrhundert)
  -  Marcus Creed,  SWR Vokalensemble Stuttgart (Villa-Lobos: Chorwerke) (Chor/Ensemblemusik 20./21. Jahrhundert)
- 2010:
  -  Ensemble Amarcord (Rastlose Liebe) (Chor/Ensemblemusik 18./19. Jahrhundert)
  -  Huelgas Ensemble,  Paul Van Nevel (Michelangelo Rossi: La poesia cromatica) (Chor/Ensemblemusik 16./17. Jahrhundert)
  -  Mädchenchor Hannover,  Knabenchor Hannover,  Kammerchor Hannover (Glaubenslieder – Neue Kantaten zum Kirchenjahr) (Chor/Ensemblemusik 20./21. Jahrhundert)
  -  Nikolaus Harnoncourt,  Arnold Schoenberg Chor,  Concentus Musicus Wien (Joseph Haydn: Die Jahreszeiten) (Chor/Ensemblemusik 18./19. Jahrhundert)
  -  Osvaldo Golijov (Die Markus-Passion) (Chor/Ensemblemusik 20./21. Jahrhundert)
- 2009:
  -  Dorothea Röschmann,  Christian Gerhaher,  Bernarda Fink,  Werner Güra,  Symphonieorchester des Bayerischen Rundfunks,  Nikolaus Harnoncourt (Robert Schumann: Das Paradies und die Peri) (Chor/Ensemblemusik 18./19. Jahrhundert)
  -  Ensemble Peregrina (Filia praeclara) (Chor/Ensemblemusik 16./17. Jahrhundert – a cappella)
  -  Rundfunkchor Berlin,  Berliner Philharmoniker,  Simon Rattle (Igor Stravinsky: Psalmensinfonie, Sinfonie in C, Sinfonie in drei Sätzen) (Chor/Ensemblemusik 20./21. Jahrhundert – Accompagnato)
  -  Stefan Parkman,  Rundfunkchor Berlin (Ernst Pepping: Passionsbericht des Matthäus) (Chor-/Ensemblemusik 20./21. Jahrhunderts – a cappella)
  -  Ton Koopman (Dietrich Buxtehude, Opera Omnia VII – Vokal Werke Vol. 3) (Chor/Ensemblemusik 16./17. Jahrhundert – Accompagnato)
- 2008:
  -  Handel’s Company,  Kammerchor der Marienkantorei Lemgo,  Rainer Johannes Homburg (Johann Caspar Ferdinand Fischer: Missa St. Michaelis Archangeli) (Chor-/Ensemblemusik des 16./17. Jahrhunderts)
  -  Keith Ikaia-Purdy,  Sächsische Staatskapelle Dresden,  Chor der Sächsischen Staatsoper Dresden,  Sinfoniechor Dresden,  Singakademie Dresden,  Colin Davis (Große Totenmesse) (Chor-/Ensemblemusik des 18./19. Jahrhunderts)
  -  Norddeutscher Figuralchor,  Jörg Straube (Passionsmusik op. 6 / Psalm 137) (Chor-/Ensemblemusik des 20./21. Jahrhunderts – a cappella)
  -  Sandrine Piau,  Steve Davislim,  RIAS Kammerchor,  Scharoun Ensemble,  Daniel Reuss (F. Martin: Le vin herbé – Der Zaubertrank) (Chor-/Ensemblemusik des 20./21. Jahrhunderts – Mit Begleitung)
- 2007:
  -  Carolyn Sampson,  Robert King,  The King’s Consort (Wolfgang Amadeus Mozart: Exsultate Jubilate!) (Chor-/Ensemblemusik des 17./18. Jahrhunderts)
  -  Simon Rattle,  Dorothea Röschmann,  Thomas Quasthoff,  Berliner Philharmoniker,  Rundfunkchor Berlin (Johannes Brahms: Ein Deutsches Requiem) (Chorwerkeinspielung des 19./20./21. Jahrhunderts)
- 2006:
  -  Harry van der Kamp,  Gesualdo Consort (C. P. E. Bach: Motetten, Litanei, Psalmen) (Chorwerkeinspielung des 16. Jahrhunderts)
  -  Juliane Banse,  Radio-Sinfonieorchester Stuttgart des SWR,  Heinz Holliger (Ch. Koechlin: Vokalwerke mit Orchester) (Chorwerkeinspielung des 19./20./21. Jahrhunderts)
  -  Knabenchor Hannover,  Jörg Breiding (A. Hammerschmidt: Verleih uns Frieden) (a cappella/Ensemblemusik des 17./18. Jahrhunderts)
  -  Rosemary Joshua,  Emma Bell,  Lawrence Zazzo,  Jeremy Ovenden,  RIAS Kammerchor,  Concerto Köln,  René Jacobs (G. F. Händel: Saul) (Chor-/Ensemblemusik des 17./18. Jahrhunderts)
- 2005:
  -  Rundfunkchor Berlin,  Berliner Philharmoniker,  Simon Rattle (C. Orff: Carmina burana) (Chorwerkeinspielung des 19./20./21. Jahrhunderts)
  -  MDR-Rundfunkchor Leipzig,  MDR-Sinfonieorchester,  Howard Arman (Carl Heinrich Graun: Der Tod Jesu) (Chorwerkeinspielung des 17./18. Jahrhunderts)
  -  Tapestry (Hildegard von Bingen, Patricia Van Ness: Sapphire Night) (Chorwerkeinspielung des 16. Jahrhunderts)
- 2004:
  -  Konrad Junghänel (Altbachisches Archiv) (Chor/Ensemble-Musik des 17./18. Jahrhunderts)
- 2003:
  -  Balthasar-Neumann-Ensemble,  Balthasar-Neumann-Chor,  Thomas Hengelbrock (Joseph Haydn: Die Schöpfung)
  -  Berliner Philharmoniker,  Simon Rattle (Arnold Schönberg: Gurrelieder) (19./20. Jahrhundert)
  -  Musicalische Compagney,  Tölzer Knabenchor,  Gerhard Schmidt-Gaden (Orlando di Lasso: Bußpsalmen)
- 2002:
  -  Cappella Coloniensis,  Bruno Weil (L. v. Beethoven: Chorfantasie) (19./20. Jahrhundert)
  -  MDR-Rundfunkchor Leipzig,  Howard Arman (Sergei Rachmaninow: Vesper/Gesänge Op. 37) (a cappella)
  -  Thomanerchor,  Joachim Kühn (J. S. Bach: Bach Now!) (17./18. Jahrhundert)
  -  Thomas Hengelbrock (Musik für San Marco in Venedig) (16. Jahrhundert)
- 2001:
  -  Thomas Hengelbrock,  Balthasar-Neumann-Chor und -Ensemble (Festa Teatrale)
  -  Concentus Musicus Wien,  Alice Harnoncourt,  Christoph Prégardien (Matthäus-Passion)
  -  Leipziger Universitätschor,  Wolfgang Unger (Liturgische Gesänge)
  -  Rundfunkchor Berlin,  Robin Gritton (P. Hindemith: Lieder – Chöre – Kanons)
- 2000:
  -  NDR Chor,  Rundfunkchor Berlin,  Rundfunk-Sinfonieorchester Berlin,  Karl Anton Rickenbacher (La Transfiguration de Notre Seigneur Jesus-Christ) (19./20. Jahrhundert)
  -  Thomas Hengelbrock (A. Lotti: Requiem, Credo, Miserere) (18. Jahrhundert)
- 1999:
  -  Musica Antiqua Köln,  Reinhard Goebel,  Gabrieli Consort & Players,  Paul McCreesh (Missa Salisburgensis) (17./18. Jahrhundert mit Instrumenten)
  -  Norddeutscher Figuralchor,  Jörg Straube (Das gesamte geistliche Werk für Chor und Orgel) (19./20. Jahrhundert a cappella)
  -  Oregon Bach Festival Orchestra & Choir,  Helmuth Rilling (Credo) (19./20. Jahrhundert mit Instrumenten)
  -  Orlando di Lasso Ensemble (Orlando di Lasso: Il primo libro de madrigali) (17./18. Jahrhundert a cappella)
  -  The Cardinall’s Musick,  Andrew Carwood (R. Fayrfax: Salve Regina) (16. Jahrhundert)
- 1998:
  -  Norddeutscher Figuralchor,  Jörg Straube (Geistliche Chormusik)
- 1997:
  -  The Monteverdi Choir,  The English Baroque Soloists,  John Eliot Gardiner (Die Schöpfung)
- 1996:
  -  Rheinische Kantorei,  Dormagener Jugendkantorei,  Das kleine Konzert,  Hermann Max (Miserere)
- 1995:
  -  Donna Brown,  Jean-Luc Viala,  Gilles Cachemaille,  Monteverdi Choir,  Orchestre Révolutionnaire et Romantique,  John Eliot Gardiner (Messe solennelle)
- 1994:
  -  Huelgas Ensemble,  Paul Van Nevel (Vesper Psalms and Lamentations)

## Dirigent/Dirigentin des Jahres
- 2017:  Kent Nagano
- 2016:  Antonio Pappano
- 2015:  David Zinman
- 2014:  Yannick Nézet-Séguin
- 2013:  Esa-Pekka Salonen
- 2012:  Riccardo Chailly
- 2011:  Andris Nelsons
- 2010:  Paavo Järvi
- 2009:  Sylvain Cambreling
- 2008:  Michael Gielen
- 2007:  Mariss Jansons
- 2006:  Daniel Barenboim
- 2005:  Claudio Abbado
- 2003:  Simon Rattle
- 2002:  Claudio Abbado
- 2001:  Günter Wand
- 2000:  Daniel Barenboim
- 1999:  Lorin Maazel
- 1998:  Ingo Metzmacher
- 1997:  Bruno Weil
- 1996:  Giuseppe Sinopoli
- 1995:  John Eliot Gardiner
- 1994:  Simon Rattle

## Editorische Leistung des Jahres
- 2017:
  -  querstand (Marie Jaëll „Complete works for piano“ mit Cora Irsen)
- 2016:
  -  Audiomax
- 2015:
  -  Warner Classics
  -  cpo
- 2014:
  -  BIS Records
- 2012:
  -  Siegbert Rampe
- 2011:
  -  Ben van Oosten
- 2010:
  -  Leif Ove Andsnes
- 2009:
  -  Harald Genzmer
- 2008:
  -  Stefan Irmer
- 2007:
  -  Sächsische Staatskapelle Dresden
  -  Unitel Classica,  Bernhard Fleischer,  Moving Images
- 2006:
  -  Dmitri Georgijewitsch Kitajenko,  Gürzenich-Orchester
- 2005:
  -  Deutsche Grammophon
  -  Delta Music,  Capriccio
- 2003:
  -  Musikproduktion Dabringhaus & Grimm
- 2002:
  -  EMI Group
- 2001:
  -  Thorofon
- 2000:
  -  Red Seal
- 1999:
  -  SWR Radio-Sinfonieorchester Stuttgart
- 1998:
  -  Ensemble Villa Musica
- 1997:
  -  Amsterdam Baroque Orchestra & Choir,  Ton Koopman
- 1996:
  -  Bamberger Symphoniker,  Horst Stein
- 1995:
  -  Koch Schwann
- 1994:
  -  Decca Records

## Einspielung des Jahres im Repertoirebereich Alte Musik
- 1998:  The Harp Consort (Antonio Vivaldi, Johann Sebastian Bach, Turlough O’Carolan, Georg Friedrich Händel: Italian Concerto)
- 1997:  Camerata Bern,  Thomas Zehetmair (Antonio Vivaldi: Le Quattro Stagioni)
- 1996:  The Academy of Ancient Music,  Christopher Hogwood,  Emma Kirkby,  Catherine Bott,  John Mark Ainsley (Henry Purcell: The Indian Queen)
- 1995:  Gabrieli Consort & Players,  Paul McCreesh (Michael Praetorius: Christmette)
- 1994:  Musica Antiqua Köln,  Reinhard Goebel (Johann David Heinichen: Dresden Concerti)

## Einspielung des Jahres mit Musik des 20. Jahrhunderts
- 1998:  Steffen Schleiermacher (John Cage: Complete Piano Music Vol. 1)
- 1997:  Frankfurter Kantorei,  Gürzenich-Orchester,  Kölner Philharmoniker,  James Conlon (Zemlinsky: Der Zwerg)
- 1996:  Sarah Leonard,  Cornelia Kallisch,  Thomas Randle,  Udo Samel,  Männerchor der Bamberger Symphoniker,  Bamberger Symphoniker,  Ingo Metzmacher (Bohuslav Martinů: Mahnmal für Lidice, Luigi Nono: Canti di vita e d’amore, Arnold Schönberg: Ein Überlebender aus Warschau, Karl Amadeus Hartmann: Sinfonie Nr. 1 „Versuch eines Requiems“)
- 1995:  Anatol Ugorski (Olivier Messiaen: Catalogue d’oiseaux)
- 1994:  Jessye Norman,  Metropolitan Opera Orchestra,  James Levine (Arnold Schönberg: Erwartung, Brettl-Lieder)

## Ensemble/Orchester des Jahres
- 2017:
  -  Boston Symphony Orchestra
  -  RIAS Kammerchor
  -  Wiener Klaviertrio
- 2016:
  -  Berliner Philharmoniker
  -  Capella de la Torre
  -  German Brass
- 2015:
  -  Deutsche Staatsphilharmonie Rheinland-Pfalz
  -  Kammerakademie Potsdam
  -  Quatuor Ébène
- 2014:
  -  Berolina Ensemble
  -  Chor des Bayerischen Rundfunks
  -  SWR Sinfonieorchester Baden-Baden und Freiburg
- 2013:
  -  Concentus Musicus Wien,  Nikolaus Harnoncourt
  -  San Francisco Symphony
- 2012:
  -  Ensemble Amarcord,  Leipziger Streichquartett (Vocal Musik)
  -  Freiburger Barockorchester (Historische Instrumente)
  -  Quatuor Ébène (Neue Instrumente)
- 2011:
  -  Christina Pluhar,  L’Arpeggiata (Historische Instrumente)
  -  Hagen-Quartett (Neue Instrumente)
  -  Hespèrion XXI (Historische Instrumente)
  -  musikFabrik (Neue Instrumente)
- 2010:
  -  Lautten Compagney,  Wolfgang Katschner (Alte Musik)
  -  Norddeutscher Figuralchor (Vocal Musik)
  -  Symphonieorchester des Bayerischen Rundfunks,  Mariss Jansons (Neue Musik)
- 2009:
  -  Il Giardino Armonico (Alte Musik)
  -  SWR Vokalensemble Stuttgart,  Marcus Creed (Vocal Musik)

Die Sächsische Staatskapelle Dresden unter Fabio Luisi gab ihren Preis (Orchester des Jahres) 2018 zurück.
- 2008:
  -  Belcea Quartet (Kammermusikensemble)
  -  Kammerorchester Basel,  Giovanni Antonini (Orchester/Ensemble)
  -  Le Concert d’Astrée,  Emmanuelle Haïm (Alte Musik-Ensemble)
- 2007:
  -  Concerto Köln (Alte Musik)
  -  Staatskapelle Berlin (Neue Musik)
  -  Tschechischer Philharmonischer Chor Brünn (Vocal Musik)
- 2006:
  -  Nikolaus Harnoncourt,  Concentus Musicus Wien,  Arnold Schoenberg Chor (Vocal Musik)
  -  Riccardo Chailly,  Gewandhausorchester (Neue Musik)
  -  William Christie,  Les Arts Florissants (Alte Musik)
- 2005:
  -  Die 12 Cellisten (Neue Musik)
  -  Nova Stravaganza,  Siegbert Rampe (Alte Musik)
  -  Singer Pur (Vocal Musik)
- 2004:
  -  Concentus Musicus Wien,  Nikolaus Harnoncourt (Alte Musik)
  -  Ensemble Modern (Neue Musik)
  -  The Hilliard Ensemble (Vocal Musik)
- 2003:
  -  Ensemble Modern
  -  Hille Perl,  Lee Santana,  Steve Player
  -  Orlando di Lasso Ensemble
- 2002:
  -  Palast Orchester,  Max Raabe (Neue Musik)
  -  Venice Baroque Orchestra,  Giuliano Carmignola,  Andrea Marcon (Alte Musik)
- 2001:
  -  Al Ayre Español (Vocal Musik)
  -  Orlando di Lasso Ensemble,  Detlef Bratschke (Alte Musik)
  -  Duo Tal & Groethuysen (Neue Musik)
- 2000:
  -  Alban Berg Quartett (Neue Musik)
  -  The Clerk’s Group (Alte Musik)
  -  The English Baroque Soloists (Vocal Musik)
- 1999:
  -  Al Ayre Espanol,  Eduardo López Banzo (Alte Musik)
  -  Christian Zacharias,  Leipziger Streichquartett (Allgemein)
  -  HK Gruber,  Ensemble Modern (Neue Musik)
  -  The King’s Consort (Vocal Musik)
- 1998:
  -  I Salonisti (Neue Musik)
  -  Il Giardino Armonico (Alte Musik)
  -  Orlando di Lasso Ensemble (Vocal Musik)
- 1997:
  -  Emerson String Quartet
  -  Ensemble Modern
  -  Huelgas Ensemble
- 1996:
  -  Jörg Hering,  Harry van der Kamp,  Tölzer Knabenchor,  Tafelmusik Baroque Orchestra,  Bruno Weil
- 1994:
  -  Alban Berg Quartett

## Instrumentalist/Instrumentalistin des Jahres
- 2017
  -  Gábor Boldoczki Trompete
  -  Johannes Moser Cello
  -  Maurizio Pollini Klavier
  -  Ksenija Sidorova Akkordeon
  -  Christian Tetzlaff Violine
- 2016
  -  Martin Fröst Klarinette
  -  Sol Gabetta Cello
  -  Grigori Sokolow Klavier
  -  Stefan Temmingh Flöte
  -  Pinchas Zukerman Violine
- 2015:
  -  Cameron Carpenter (Orgel)
  -  Andreas Ottensamer (Klarinette)
  -  Lang Lang (Klavier)
  -  Tianwa Yang (Violine) 
  -  Maurice Steger (Flöte)[1]
- 2014:
  -  Marc-André Hamelin (Klavier)
  -  Emmanuel Pahud (Flöte)
  -  Jan Vogler (Cello)
  -  Tabea Zimmermann (Viola)
  -  Frank Peter Zimmermann (Violine)
- 2013:
  -  Martha Argerich
  -  Reinhold Friedrich
  -  Sol Gabetta
  -  Andreas Martin Hofmeir
  -  Leonidas Kavakos
- 2012:
  -  Alison Balsom
  -  Eduard Brunner
  -  Isabelle Faust
  -  Harald Vogel
- 2011:
  -  Frank Bungarten
  -  Lisa Batiashvili
  -  Murray Perahia
  -  Teodoro Anzellotti
  -  Truls Mørk
- 2010:
  -  Albrecht Mayer
  -  Lang Lang
  -  Martin Schmeding
  -  Siegbert Rampe
  -  Tabea Zimmermann
- 2009:
  -  Anne-Sophie Mutter (Geige)
  -  David Fray (Klavier)
  -  Emmanuel Pahud (Flöte)
  -  Wolfgang Bauer (Trompete)
  -  Xavier de Maistre (Harfe)
- 2008:
  -  Dorothee Oberlinger (Holzbläser)
  -  Gábor Boldoczki (Blechbläser)
  -  Johannes Moser (Violoncello)
  -  Nigel Kennedy (Violine)
  -  Rafał Blechacz (Klavier)
- 2007:
  -  Julia Fischer (Violine)
  -  Maurizio Pollini (Klavier)
  -  Raaf Hekkema (Saxophon)
  -  Sol Gabetta (Cello)
  -  Yeon-Hee Kwak (Oboe)
- 2006:
  -  Daniel Hope (Streichinstrumente)
  -  Gabriela Montero (Klavier)
  -  Sharon Kam (Blasinstrumente/Klarinette)
- 2005:
  -  Anne-Sophie Mutter (Streichinstrumente)
  -  Emmanuel Pahud (Blasinstrumente)
  -  Frank Bungarten (Gitarre)
  -  Hélène Grimaud (Klavier)
  -  Iveta Apkalna (Orgel)
- 2004:
  -  Albrecht Mayer (Oboe)
  -  Lang Lang (Klavier)
  -  Nikolaj Znaider (Violine)
- 2003:
  -  Arcadi Volodos (Klavier)
  -  Emmanuel Pahud (Flöte)
  -  Maxim Vengerov (Violine)
  -  Mischa Maisky (Cello)
  -  Sabine Meyer (Klarinette)
- 2002:
  -  Jewgeni Igorewitsch Kissin (Klavier)
  -  Hilary Hahn (Violine)
  -  Jan Vogler (Cello)
  -  Sergei Michailowitsch Nakarjakow (Trompete)
  -  Sharon Bezaly (Flöte)
- 2001:
  -  Anna Gourari (Klavier)
  -  Emmanuel Pahud (Flöte)
  -  Hille Perl (Viola da gamba)
  -  Nigel Kennedy (Violine)
- 2000:
  -  Christian Zacharias (Klavier)
  -  Nigel Kennedy (Violine)
  -  Sabine Meyer (Klarinette)
  -  Ulrich Herkenhoff (Panflöte)
  -  Yo-Yo Ma (Cello)
- 1999:
  -  Marie-Luise Neunecker (Horn)
  -  Rudolf Innig (Orgel)
  -  Stefan Hussong (Akkordeon)
  -  Steffen Schleiermacher (Klavier)
  -  Vadim Repin (Violine)
- 1998:
  -  Alfred Brendel (Klavier)
  -  Leila Josefowicz (Violine)
  -  Peter Sadlo (Percussion)
  -  Sharon Kam (Klarinette)
- 1997:
  -  Ivo Pogorelich (Klavier)
  -  Maxim Vengerov (Violine)
  -  Michael Tröster (Gitarre)
- 1996:
  -  Sabine Meyer (Klarinette)
- 1995:
  -  Frank Peter Zimmermann (Violine)
- 1994:
  -  Sabine Meyer (Klarinette)

## Kammermusik-Einspielung des Jahres
- 2017:
  -  Nils Mönkemeyer,  Julia Fischer,  Sabine Meyer, / William Youn (Musik bis inkl. 17./18. Jahrhundert – Gemischtes Ensemble)
  -  Camille Thomas,  Julien Libeer (Musik 19. Jahrhundert – Gemischtes Ensemble)
  -  Quartetto di Cremona (Musik 19. Jahrhundert – Streicher)
  -  Eva van Grinsven (Musik 20./21. Jahrhundert – Bläser)
  -  Linos Ensemble (Musik 20./21. Jahrhundert – Gemischtes Ensemble)
  -  Quatuor Molinari (Musik 20./21. Jahrhundert – Streicher)
- 2016:
  -  Hagen-Quartett (Musik bis inkl. 17./18. Jahrhundert)
  -  Bassoon Consort Frankfurt (Musik bis inkl. 17./18. Jahrhundert)
  -  Rolf Lislevand (Musik bis einschl. 17./18. Jahrhundert)
  -  Artemis Quartett (Musik 19. Jahrhundert)
  -  Berolina Ensemble (Musik 19. Jahrhundert)
  -  Belcea Quartett (Musik 20./21. Jahrhundert)
  -  Sergey & Lusine Khachatryan (Musik 20./21. Jahrhundert)
- 2015:
  -  Casal-Quartett (Musik 17./18. Jahrhundert)
  -  Concert Royal Köln (Musik 17./18. Jahrhundert)
  -  Dorothee Oberlinger,  Ensemble 1700,  Vittorio Ghielmi,  Il suonar parlante (Musik 17./18. Jahrhundert)
  -  Artemis Quartett (Musik 19. Jahrhundert)
  -  Bartek Nizioł,  Denis Severin,  Tatiana Korsunskaya (Musik 19. Jahrhundert)
  -  Detmolder Kammerorchester,  Alfredo Perl,  Gerhild Romberger,  Stephan Rügamer (Musik 20./21. Jahrhundert)
  -  Trio Lézard (Musik 20./21. Jahrhundert)
- 2014:
  -  NeoBarock (Musik 17./18. Jahrhundert)
  -  David Geringas, Ian Fountain (Musik 19. Jahrhundert)
  -  fabergé Quintett (Musik 19. Jahrhundert)
  -  Ensemble Blumina (Musik 20./21. Jahrhundert)
- 2013:
  -  Belcea Quartet (Musik 17./18. Jahrhundert)
  -  Ensemble Villa Musica (Musik 19. Jahrhundert)
  -  David Geringas,  Gringolts Quartett (Musik 20./21. Jahrhundert)
  -  Hélène Grimaud,  Sol Gabetta (Musik 19. Jahrhundert)
  -  Janine Jansen (Musik 19. Jahrhundert)
  -  Musica Alta Ripa (Musik 17./18. Jahrhundert)
  -  Jordi Savall,  Hespèrion XXI (Musik 19. Jahrhundert)
  -  Steffen Schleiermacher,  Andreas Seidel (Musik 20./21. Jahrhundert)
- 2012:
  -  Amaryllis Quartett (Musik 17./18. Jahrhundert)
  -  Martha Argerich & Friends (Musik 20./21. Jahrhundert)
  -  Joshua Bell,  Jeremy Denk (Musik 19. Jahrhundert)
  -  Renaud Capuçon,  Gautier Capuçon,  Gérard Caussé,  Nicholas Angelich,  Michel Dalberto,  Quatuor Ébène (Musik 19. Jahrhundert)
  -  Galatea Quartett (Musik 20./21. Jahrhundert)
  -  Hilary Hahn (Musik 20./21. Jahrhundert)
  -  Sebastian Manz,  Marc Trénel,  Herbert Schuch,  David Fernández Alonso,  Ramón Ortega Quero (Musik 17./18. Jahrhundert)
  -  Münchner Horntrio (Musik 19. Jahrhundert)
- 2011:
  -  Artemis Quartett (Musik 19. Jahrhundert)
  -  Hille Perl,  Dorothee Mields,  Lee Santana (Musik 17./18. Jahrhundert)
  -  Quatuor Ébène (Musik 20./21. Jahrhundert)
  -  Quintette Aquilon (Musik 20./21. Jahrhundert)
  -  Viktoria Mullova,  Kristian Bezuidenhout (Musik 17./18. Jahrhundert)
- 2010:
  -  Belcea Quartet (Musik 19. Jahrhundert)
  -  Casal-Quartett (Musik 17./18. Jahrhundert)
  -  Isabelle Faust,  Alexander Markowitsch Melnikow (Musik 19. Jahrhundert)
  -  Ma’alot Quintett (Musik 19. Jahrhundert)
  -  Minguet Quartett (Musik 20./21. Jahrhundert)
  -  Wiener Klaviertrio (Musik 17./18. Jahrhundert)
- 2009:
  -  Alban Gerhardt,  Markus Becker (19. Jahrhundert – Gemischtes Kammerensemble)
  -  Auryn Quartett (17./18. Jahrhundert – Streicher)
  - Jerusalem Quartet (19. Jahrhundert – Streicher)
  -  Patricia Kopatchinskaja,  Fazıl Say (20./21. Jahrhunderts – Gemischtes Ensemble)
  -  Quatuor Ébène (20./21. Jahrhunderts – Streicher)
  -  Sax Allemande,  Frank Schüssler,  Arend Hastedt,  Markus Maier (20./21. Jahrhunderts – Bläser)
- 2008:
  -  Andreas Staier,  Daniel Sepec,  Jean-Guihen Queyras (Ensemble des 17./18. Jahrhunderts – Gemischtes Ensemble)
  -  Fauré Quartett (Ensemble des 19. Jahrhunderts)
  -  Hille Perl (Ensemble des 17./18. Jahrhunderts – Streicher)
  -  Leipziger Streichquartett (Ensemble des 20./21. Jahrhunderts – Streicher)
  -  Opera Senza (Ensemble des 17./18. Jahrhunderts – Bläser)
  -  Sabine Meyer,  Oleg Maisenberg (Ensemble des 20./21. Jahrhunderts – Bläser)
  -  Trio Parnassus,  Matthias Wollong (Ensemble des 20./21. Jahrhunderts – Gemischtes Ensemble)
- 2007:
  -  Alexander Kniazev,  Nikolai Lwowitsch Luganski (19. Jahrhundert)
  -  Duo Tal & Groethuysen (17./18. Jahrhundert)
- 2006:
  -  Artemis Quartett (Ensemble des 19. Jahrhunderts)
  -  Hamburger Ratsmusik (Ensemble des 17./18. Jahrhunderts)
  -  Ma’alot Quintett (Ensemble des 19. Jahrhunderts)
  -  Moritzburg Ensemble,  Jan Vogler (Ensemble des 17./18. Jahrhunderts)
  -  Trio Apollon (Ensemble des 20./21. Jahrhunderts)
  -  Renaud Capuçon,  Gautier Capuçon (Ensemble des 20./21. Jahrhunderts)
- 2005:
  -  Daniel Hope (Ensemble des 20./21. Jahrhunderts)
  -  Dmitri Makhtin,  Boris Wadimowitsch Beresowski,  Alexander Kniazev (Ensemble des 19. Jahrhunderts)
  -  Duo Tal & Groethuysen (Ensemble des 17./18. Jahrhunderts)
- 2004:
  -  Ensemble Modern (Ensemble des 20. Jahrhunderts)
  -  Sabine Meyer,  Christian Tetzlaff,  Boris Mironowitsch Pergamenschtschikow,  Lars Vogt (Ensemble des 19. Jahrhunderts)
  -  Musica Alta Ripa (Ensemble des 17./18. Jahrhunderts)
- 2003:
  -  Ensemble Villa Musica
  -  Leipziger Streichquartett
- 2002:
  -  Alban Berg Quartett (Streicher 19. Jahrhundert)
  -  Canadian Brass (Bläser)
  -  Ensemble Villa Musica (Streicher 17./18. Jahrhundert)
  -  Gidon Kremer,  KREMERata BALTICA (Gemischtes Ensemble 20. Jahrhundert)
  -  Michala Petri (Gemischtes Ensemble 19. Jahrhundert)
  -  Petersen-Quartett (Streicher 20. Jahrhundert)
- 2001:
  -  Alban Berg Quartett
  -  Bläserensemble Sabine Meyer
  -  Consortium Classicum
  -  Europa Galante
  -  Trio Parnassus
- 2000:
  -  Alban Berg Quartett,  Alfred Brendel (Gemischtes Ensemble 17./18. Jahrhundert)
  -  Artis-Quartett (20. Jahrhundert)
  -  Consortium Classicum (Bläser 17./18. Jahrhundert)
  -  Gidon Kremer,  Martha Argerich,  Mischa Maisky (Gemischtes Ensemble 20. Jahrhundert)
  -  Leipziger Streichquartett (17./18. Jahrhundert)
  -  Martha Argerich,  Itzhak Perlman (Gemischtes Ensemble 19. Jahrhundert)
  -  Philharmonia Quartett Berlin (19. Jahrhundert)
- 1999:
  -  Anne-Sophie Mutter (19. Jahrhundert)
  -  Ensemble Incantato (17./18. Jahrhundert)
  -  Ensemble Kontraste (19. Jahrhundert)
  -  Petersen-Quartett (20. Jahrhundert)
- 1998:
  -  Bläsersolisten der Deutschen Kammerphilharmonie Bremen (Bläser)
  -  Emerson String Quartet (Streicher)
  -  Musica Alta Ripa (Ensemble)
- 1997:
  -  Duo Tal & Groethuysen
  -  Mannheimer Streichquartett
  -  V.I.F. Flötenquartett
- 1996:
  -  John Williams
- 1995:
  -  Krystian Zimerman
- 1994:
  -  Aulos Bläserquintett

## Klassik für Kinder
- 2016:
  -  Bundesjugendorchester,  Alexander Shelley,  Campino (multimediale Einspielung von Peter und der Wolf)
- 2015:
  -  Helbling Verlag mit  Uģis Prauliņš,  Michala Petri,  Malte Arkona,  Klaas Stok,  SWR Vokalensemble Stuttgart (Des Kaisers Nachtigall)
- 2014:
  -  Helbling Verlag mit  Juri Tetzlaff,  Malte Arkona,  Radio-Sinfonieorchester Stuttgart des SWR (Igor Strawinsky: Der Feuervogel)
- 2013:
  -  Andreas N. Tarkmann,  Deutsche Staatsphilharmonie Rheinland-Pfalz (Na warte, sagte Schwarte/Die verlorene Melodie)
- 2012:
  -  Ensemble L’Art pour l’Art (Haltbar gemacht)
- 2011:
  -  Thomas Honickel,  Christian Firmbach,  Beethoven Orchester Bonn (Komm, wir fahren nach Amerika!)
- 2010:
  -  Ute Kleeber,  Uwe Stoffel (Prinzessin graues Mäuschen)
- 2009:
  -  Arnold Schönberg (Die Prinzessin)
- 2007:
  -  Hilary Hahn,  Thomas Quasthoff (Der kleine Hörsaal Folge 1 und 2)
  -  Little Amadeus (Little Amadeus präsentiert: Mozart für Kinder)
- 2006:
  -  Adrian Askew,  Winfried Debertin,  Udo Beissel,  Wolf Kerschek,  Martin Bentz,  Peter Will (Little Amadeus – Die TV-Serie Geburtstags-Edition)
- 2004:
  -  Jobst Liebrecht (Pollicino (Hans Werner Henze))
- 2003:
  -  Stefan Siegert,  Ilja Richter,  Silke Dornow (Verdi: Don Carlos)
- 2002:
  -  Michael Ende (Ophelias Schattentheater, Duo Pianoworte)
- 2001:
  -  Stefan Siegert (Der Holzwum der Oper erzählt: Die Walküre aus R. Wagners Ring)
- 2000:
  -  Franz-David Baumann,  Barbara Bartos-Höppner (Der Rattenfänger von Hameln)
- 1999:
  -  Herbert Chappell,  Hans-Jürgen Schatz,  Hamburger Symphoniker,  Carlos Spierer (Paddington Bär)
- 1998:
  -  Franz-David Baumann (Inspektor Maus)
- 1997:
  -  Stefan Siegert,  Ilja Richter,  Silke Dornow (Ein Opernführer)

## Klassik ohne Grenzen
- 2017:
  -  Die 12 Cellisten der Berliner Philharmoniker
  -  Daniel Hope
  -  Sebastian Knauer und  Arash Safaian
- 2016:
  -  Andrea Bocelli
  -  John Wilson Orchestra
  -  Salut Salon
- 2015:
  -  Aurora Orchestra
  -  David Orlowsky Trio
  -  Kronos Quartet
- 2014:
  -  Alliage Quintett,  József Lendvay
  -  Bassiona Amorosa
  -  Diana Damrau
- 2013:
  -  Joel Frederiksen,  Ensemble Phoenix Munich (Requiem for a Pink Moon)
  -  Max Richter,  Daniel Hope (Vivaldi – The Four Seasons)
  -  Alexandre Tharaud (Swinging Paris)
- 2012:
  -  Tori Amos (Night of Hunters)
  -  Pera Ensemble,  Valer Barna-Sabadus (Baroque Oriental)
  -  Erwin Schrott (Rojotango)
- 2011:
  -  David Orlowsky,  Singer Pur (Jeremiah)
  -  Rolando Villazón (Mexico!)
  -  Spark (Downtown Illusions)
- 2010:
  -  Christina Pluhar,  L’Arpeggiata (Via crucis) (Ensemble)
  -  Fauré Quartett (Popsongs) (Ensemble)
  -  Selmer Saxharmonic,  Milan Turković (Flying Saxophone Circus) (Ensemble)
- 2009:
  -  Anette Maiburg,  Joaquín Clerch,  Pancho Amat (Classica cubana)
  -  Calmus Ensemble Leipzig (Lied: gut! – Die schönsten Volkslieder)
  -  Christina Pluhar,  L’Arpeggiata (Claudio Monteverdi, Teatro d’amore)
  -  Uri Caine Ensemble (Giuseppe Verdi, The Othello Syndrome)
- 2008:
  -  Barbara Sukowa (Im wunderschönen Monat Mai)
  -  David Garrett (Virtuoso)
  -  David Orlowsky Trio (Noema)
- 2007:
  -  Jürgen Hocker (Player Piano Vol. 1 (Conlon Nancarrow))
  -  Gabriela Montero (Bach & Beyond (Johann Sebastian Bach))
  -  Singer Pur (SOS-Save Our Songs! (Deutsche Volkslieder))
  -  Thomas Quasthoff,  Till Brönner (The Jazz Album – Watch What Happens)
  -  Uri Caine Ensemble (Uri Caine Ensemble plays Mozart (Wolfgang Amadeus Mozart))
- 2006:
  -  Concerto Köln,  Sarband (The Waltz – Ecstasy and Mysticism)
  -  Daniel Gauthier,  Jang Eu Bae (Spirito latino)
  -  Klazz Brothers & Cuba Percussion (W.A. Mozart: Mozart Meets Cuba)
- 2005:
  -  Alliage Quartett (Una voce poco fa)
  -  Andreas Scholl (Andreas Scholl: Der Kaiser und die Nachtigall)
  -  József Lendvay (Lendvay)
- 2004:
  -  Catrin Finch (Crossing the Stone)
- 2003:
  -  Christian von Borries (Replay Debussy)
  -  Giora Feidman (Love – Feidman Plays Ora Bat Chaim)
  -  Klazz Brothers & Cuba Percussion (Classic Meets Cuba)
- 2002:
  -  Blechschaden,  Bob Ross (Blechschaden in Blech (Vol. 2))
  -  The Celtic Tenors
  -  Yo-Yo Ma (Silk Road Journeys)
- 2001:
  -  Branford Marsalis (Creation)
  -  Die 12 Cellisten (South American Getaway)
  -  Ensemble Modern,  Fred Frith (Traffic Continues)
- 2000:
  -  Charlotte Church (Charlotte Church)
  -  Filippa Giordano (Filippa Giordano)
  -  Simon Rattle (Wonderful Town)
- 1999:
  -  Blechschaden (Brassomania)
  -  Gidon Kremer,  KremerAta Musica (Maria de Buenos Aires)
  -  Roby Lakatos & Ensemble (König der Zigeunergeiger)
- 1998:
  -  Jean-Yves Thibaudet (Conversations)
- 1997:
  -  Giora Feidman (Silence and Beyond, Feidman Plays Ora Bat Chaim)
  -  Kölner Rundfunkchor,  Kölner Rundfunkorchester (Die lustigen Nibelungen)
  -  Vanessa-Mae (The Classical Album)
- 1996:
  -  Vanessa-Mae (The Violin Player)
- 1995:
  -  Dawn Upshaw

## Klassik-Musik-Video des Jahres / Musik-DVD/Blu-ray-Produktion des Jahres
- 2017:
  -  Music Aeterna,  Teodor Currentzis,  Peter Sellars (Purcell: The Indian Queen) (Oper)
  -  Wiener Philharmoniker,  Lang Lang,  Nikolaus Harnoncourt (Mission Mozart) (Dokumentation)
- 2016:
  -  Idéale Audience,  Opéra national de Paris,  Mezzo TV,  Diana Damrau (Verdi: La traviata) (Oper)
  -  Alexandre Tharaud,  LGM (Bach: Goldberg-Variationen) (Konzert)
  -  Ralf Pleger (Die Akte Tschaikowski) (Dokumentation)
- 2015:
  -  Norbert Busè (Richard Strauss and his Heroines)
  -  C Major Entertainment (Richard Strauss: Der Rosenkavalier)
  -  Deutsche Grammophon (Gaetano Donizetti: L’elisir d’amore)
- 2014:
  -  Eric Schulz,  Deutsche Grammophon (Karajan – The second life)
  -  Robert Lepage,  Deutsche Grammophon (Thomas Adès: The Tempest)
  -  Lise Lemeunier, Warner Classics,  Opéra national de Lorraine (Vinci: Artaserse)
- 2013:
  -  Arthaus Musik (Klassik und Kalter Krieg – Musiker in der DDR)
  -  Robert Lepage,  Deutsche Grammophon (Der Ring des Nibelungen)
  -  Paul Smaczny,  Accentus Music (John Cage: Journeys in Sound)
- 2012:
  -  Canadian Broadcasting Corporation (Glenn Gould on Television: The Complete CBC Broadcasts 1954–1977) (Dokumentation)
  -  Ensemble Theater Lübeck (Richard Wagner: Der Ring des Nibelungen) (Oper)
  -  Elmar Kruse (John Neumeier: The Little Mermaid) (Live-Aufnahme)
- 2011:
  -  Cecilia Bartoli (Halévy: Clari)
  -  Eric Schulz,  Frank Gerdes (Carlos Kleiber – Traces to Nowhere)
  - Peter Rosen (A Surprise In Texas – The Thirteenth Van Cliburn International Piano Competition)
- 2010:
  -  Hélène Grimaud (A Russian Night)
  -  Orquestra de la Comunidad Valenciana,  Zubin Mehta (Richard Wagner: Das Rheingold)
- 2009:
  -  Natalie Dessay,  Bruno Campanella,  London Symphony Orchestra & Chorus (Gaetano Donizetti: La fille du régiment) (Oper)
  -  Thomas Grube,  Uwe Dierks,  Andrea Thilo,  Berliner Philharmoniker,  Simon Rattle (Trip to Asia – Die Suche nach dem Einklang)
- 2008:
  -  Albrecht Mayer (New Seasons) (Konzert/Dokumentation)
  -  Anna Netrebko,  Dorothea Röschmann,  Christine Schäfer,  Ildebrando D’Arcangelo,  Wiener Philharmoniker,  Nikolaus Harnoncourt (Le nozze di Figaro) (Oper)
- 2007:
  -  DEAG Deutsche Entertainment,  Deutsche Grammophon,  Unites Classic,  ZDF (Das Waldbühnen-Konzert)
- 2006:
  -  Berliner Philharmoniker,  Simon Rattle,  Thomas Grube,  Enrique Sánchez Lansch,  Uwe Dierks (Rhythm Is It!)
  -  Daniel Barenboim,  West-Eastern Divan Orchestra,  Paul Smaczny (L. v. Beethoven, W. A. Mozart: Live in Ramallah)
  -  Felicity Lott,  Les Musiciens du Louvre,  Marc Minkowski,  François Le Roux,  Yann Beuron,  Sandrine Piau (J. Offenbach: La Grande Duchesse de Gerolstein)
- 2005:
  -  Carlos Kleiber (Brahms: Sinfonie Nr. 4, Mozart: Sinfonie Nr. 33,  Beethoven: Coriolan)
  -  Lang Lang (Lang Lang live at Carnegie Hall)
  -  Sara Scuderi (Tosca’s Kiss)
- 1995:
  -  Claude Debussy (Pelléas et Mélisande)
- 1994:
  -  New Yorker Philharmoniker,  Leonard Bernstein (Young People’s Concerts)

## Konzerteinspielung des Jahres
- 2017:
  -  Giovanni Antonini,  Il Giardino Armonico (Telemann) (Musik bis inkl. 18. Jahrhundert)
  -  Kristian Bezuidenhout,  Freiburger Barockorchester,  Gottfried von der Goltz (Mozart: Klavierkonzerte KV 413, 414, 415) (Musik bis inkl. 18. Jahrhundert)
  -  Henning Kraggerud,  Norwegian Chamber Orchestra (Mozart: Violinkonzerte Nr. 3, 4 und 5) (Musik bis inkl. 18. Jahrhundert)
  -  Jan Lisiecki,  NDR Elbphilharmonie Orchester,  Krzysztof Urbański (Chopin: Works for Piano & Orchestra) (Musik 19. Jahrhundert)
  -  Sebastian Manz,  Radio-Sinfonieorchester Stuttgart des SWR,  Antonio Méndez (Weber: Complete Works for Clarinet) (Musik 19. Jahrhundert)
  -  Linus Roth,  London Symphony Orchestra,  Thomas Sanderling (Schostakowitsch, Tschaikowski: Violinkonzerte)(Musik 19. Jahrhundert)
  -  Renaud Capuçon,  Wiener Symphoniker,  Orchestre de l’Opéra de Paris,  Orchestre Philharmonique de Radio France (21st Century Violin Concertos) (Musik 20./21. Jahrhundert)
  -  Genova & Dimitrov,  Bulgarian National Radio Symphony Orchestra,  Yordan Kamdzhalov (Béla Bartók, Victor Babin: Concerto for Two Pianos & Orchestra) (Musik 20./21. Jahrhundert)
  -  Maria Sournatcheva,  Göttinger Symphonieorchester,  Christoph-Mathias Mueller (Russian Oboe Concertos) (Musik 20./21. Jahrhundert)
- 2016:
  -  Christophe Coin,  Orchester le Phénix (Werke von Georg Christoph Wagenseil) (Musik bis inkl. 18. Jahrhundert)
  -  Andreas Staier,  Freiburger Barockorchester (Bach: Cembalokonzerte) (Musik bis inkl. 18. Jahrhundert)
  -  François Leleux,  Münchener Kammerorchester (Hummel & Haydn: Prince Esterházy Concertos) (Musik bis inkl. 18. Jahrhundert)
  -  Riccardo Minasi,  Il pomo d’oro,  Maxim Emelyanychev (Haydn) (Musik 19. Jahrhundert)
  -  Janine Jansen,  London Symphony Orchestra,  Antonio Pappano (Brahms, Bartók) (Musik 19. Jahrhundert)
  -  Vilde Frang,  Frankfurt Radio Symphony,  James Gaffigan (Britten, Korngold: Violinkonzerte)(Musik 19. Jahrhundert)
  -  Anna Winnizkaja,    Kremerata Baltica (Schostakowitsch: Klavierkonzerte) (Musik 20./21. Jahrhundert)
- 2015:
  -  Avi Avital (Vivaldi) (Musik bis inkl. 18. Jahrhundert)
  -  Vilde Frang (Mozart) (Musik bis inkl. 18. Jahrhundert)
  -  Alexandre Tharaud (Mozart und Haydn) (Musik bis inkl. 18. Jahrhundert)
  -  Isabelle Faust,  Freiburger Barockorchester,  Pablo Heras-Casado (Robert Schumann: Violinkonzert, Klaviertrio Nr. 3) (Musik 19. Jahrhundert)
  -  Kirill Gerstein (Klavierkonzerte von Prokofjew und Tschaikowsky) (Musik 19. Jahrhundert)
  -  Emmanuel Pahud,  Kammerorchester Basel,  Giovanni Antonini ("Revolution") (Musik 19. Jahrhundert)
  -  Lapland Chamber Orchestra,  John Storgårds,  Carolina Eyck,  Annu Salminen (Kalevi Aho, Theremin-Konzert, Horn-Konzert) (Musik 20./21. Jahrhundert)
- 2014:
  -  Martha Argerich,  Orchestra Mozart Bologna, Claudio Abbado (Mozart: Klavierkonzerte Nr. 20 und 25) (Musik bis inkl. 18. Jahrhundert)
  -  Anne-Sophie Mutter, Berliner Philharmoniker,  Manfred Honeck (Dvořák) (Musik 19. Jahrhundert)
  -  Fabrice Millischer (Französische Trompetenkonzerte) (Musik 20./21. Jahrhundert)
- 2013:
  -  Kristian Bezuidenhout,  Freiburger Barockorchester (Mozart: Klavierkonzerte KV 453 & 482) (Musik bis inkl. 18. Jahrhundert)
  -  Duo Tal & Groethuysen,  Orchester Musikkollegium Winterthur,  Douglas Boyd (Ralph Vaughan Williams: Concerto for two Pianos & Orchestra/Symphony No. 5) (Musik 20./21. Jahrhundert)
  -  Vilde Frang (Nielsen/Tschaikowsky: Violinkonzerte) (Musik 19. Jahrhundert)
  -  Patricia Kopatchinskaja (Bartók/Eötvös/Ligeti: Violinkonzerte, Seven) (Musik 20./21. Jahrhundert)
  -  Dorothee Oberlinger,  Sonatori de la Gioiosa Marca (Flauto Veneziano) (Musik bis inkl. 18. Jahrhundert)
  -  Christian Schmitt,  Bamberger Symphoniker,  Stefan Solyom (Charles-Marie Widor: Orgelsymphonien opp.42, 3 & 69) (Musik 19. Jahrhundert)
  -  Herbert Schuch (Viktor Ullmann: Piano Concerto op. 25/Beethoven: Piano Concerto No. 3) (Musik 20./21. Jahrhundert)
- 2012:
  -  Maximilian Hornung,  Bamberger Symphoniker,  Sebastian Tewinkel (Saint-Saëns: Suite und Romanze & Dvořák: Cellokonzert) (Musik 19. Jahrhundert)
  -  Anne-Sophie Mutter,  New Yorker Philharmoniker (W. Rihm: Lichtes Spiel & S. Currier: Time Machines (Violine)) (Musik 20./21. Jahrhundert)
  -  Maurizio Pollini,  Sächsische Staatskapelle Dresden,  Christian Thielemann (Brahms: Klavierkonzert Nr. 1 op. 15) (Musik 19. Jahrhundert)
  -  Giuliano Sommerhalder,  Simone Sommerhalder,  Roland Fröscher,  Mecklenburgische Staatskapelle Schwerin (A. Ponchielli: Konzerte für Trompete) (Musik 19. Jahrhundert)
  -  Jos van Immerseel,  Anima Eterna Brugge (Poulenc: Konzert für zwei Klaviere/Concert Champêtre/Suite Française) (Musik 20./21. Jahrhundert)
  -  Christian Zacharias,  Orchestre de Chambre de Lausanne (Mozart: Klavierkonzerte Vol. 7) (Musik bis inkl. 18. Jahrhundert)
- 2011:
  -  Hilary Hahn (Violin concertos (Higdon & Tchaikovsky)) (Musik 20./21. Jahrhundert)
  -  Sergio Azzolini,  L’Aura Soave Cremona (Concerti per fagotto 1 (Vivaldi)) (Musik bis inkl. 18. Jahrhundert)
  -  Sol Gabetta (Cello Concerto (Elgar)) (Musik 19. Jahrhundert)
  -  Stefan Johannes Bleicher,  Douglas Boyd,  Orchester Musikkollegium Winterthur (Sämtliche Orgelkonzerte (Rheinberger)) (Musik 19. Jahrhundert)
  -  Susanna Yoko Henkel,  Duisburger Philharmoniker,  Jonathan Darlington (Konzert für Violine und Orchester (Tschaikowsky)) (Musik 20./21. Jahrhundert)
- 2010:
  -  Arabella Steinbacher (Violinkonzert op. 53/Romanze/Violinkonzert op. 35 (Dvořák/Szymanowski)) (Musik 19. Jahrhundert)
  -  Gautier Capuçon,  Waleri Abissalowitsch Gergijew,  Orchester des Mariinski-Theater (Rokoko-Variationen/Sinfonia Concertante (Tschaikowsky/Prokofiev)) (Musik 20./21. Jahrhundert)
  -  Christian Zacharias (Klavierkonzerte Vol. 5 (Mozart)) (Musik bis inkl. 18. Jahrhundert)
  -  Jewgeni Igorewitsch Kissin (Klavierkonzerte 2 & 3 (Prokofieff)) (Musik 20./21. Jahrhundert)
  -  Janine Jansen (Beethoven & Britten: Violin Concertos) (Musik 20./21. Jahrhundert)
  -  Nils Mönkemeyer,  Dresdner Kapellsolisten,  Helmut Branny (Weichet Nur,Betrübte Schatten) (Musik bis inkl. 18. Jahrhundert)
  -  Peter Hörr (Cellokonzerte 4–6) (Musik 19. Jahrhundert)
- 2009:
  -  Alison Balsom (Haydn/Hummel, Trompetenkonzerte) (18. Jahrhundert – Trompete)
  -  Daniel Hope (Vivaldi) (18. Jahrhundert – Geige)
  -  Dejan Lazić (Sergej Rachmaninoff, Klavierkonzert Nr. 2) (20./21. Jahrhundert – Klavier)
  -  Frank Peter Zimmermann,  Nationalphilharmonie (Warschau),  Antoni Wit,  Swedish Radio Symphony Orchestra,  Manfred Honeck (Karol Szymanowski/Benjamin Britten, Violinkonzerte) (20./21. Jahrhundert – Violine)
  -  Gautier Capuçon (Antonín Dvořák/Victor Herbert, Cellokonzerte) (19. Jahrhundert – Cello)
  -  Lang Lang (Frédéric Chopin, Klavierkonzert 1 & 2) (19. Jahrhundert – Klavier)
  -  Leonidas Kavakos,  Camerata Salzburg (Felix Mendelssohn Bartholdy, Violinkonzerte und Klaviertrios) (19. Jahrhundert – Geige)
  -  Piotr Anderszewski,  Deutsche Kammerphilharmonie Bremen (Ludwig van Beethoven, Bagatellen op 126 / Klavierkonzerte Nr. 1) (18. Jahrhundert – Klavier)
  -  Sol Gabetta,  Münchner Philharmoniker,  Marc Albrecht (Dmitri Schostakowitsch, Cellokonzert Nr. 2 / Sonate für Cello und Klavier) (20./21. Jahrhundert – Cello)
- 2008:
  -  Christian Zacharias,  Orchestre de Chambre de Lausanne (Klavierkonzerte KV 453 + KV 456) (Musik bis inkl. 18. Jahrhundert)
  -  Daniel Hope,  Chamber Orchestra of Europe,  Thomas Hengelbrock (Violinkonzert op. 64 / Oktett op. 20) (Musik des 19. Jahrhunderts)
  -  Martha Argerich,  Orchestra della Svizzera italiana,  Alexander Vedernikov (Klavierkonzert Nr. 1) (Musik des 20./21. Jahrhunderts)
- 2007:
  -  Janine Jansen (Concerto & Romance (Mendelssohn Bartholdy / Bruch)) (Musik des 19. Jahrhunderts)
  -  Leila Josefowicz,  City of Birmingham Symphony Orchestra,  Sakari Oramo (Violinkonzert Nr. 1 (Dmitri Schostakowitsch)) (Musik des 20./21. Jahrhunderts)
  -  Martin Stadtfeld,  Festival Strings Lucerne,  Achim Fiedler (J.S. Bach Klavierkonzerte (Johann Sebastian Bach)) (Musik bis inkl. 18. Jahrhundert)
- 2006:
  -  Alexander Kniazev,  Constantine Orbelian,  Moscow Chamber Orchestra (P. Tschaikowsky: Rococo Variations – Nocturne – Andante cantabile – Romances) (Musik des 19. Jahrhunderts)
  -  Baiba Skride (D. Schostakowitsch, L. Jancek: Violin Konzerte) (Musik des 20./21. Jahrhunderts)
  -  Frank Peter Zimmermann (F. Busoni: Violinkonzerte, Violinsonate 2) (Musik des 19. Jahrhunderts)
  -  Janine Jansen (A. Vivaldi: Die vier Jahreszeiten) (Musik des 18. Jahrhunderts)
  -  Rinaldo Alessandrini (J.S. Bach: Brandenburgische Konzerte) (Musik bis inkl. 18. Jahrhundert)
- 2005:
  -  Julia Fischer (Russische Violinkonzerte) (Musik des 20./21. Jahrhunderts)
  -  Nigel Kennedy (Antonio Vivaldi: The Vivaldi Album Vol. 2) (Musik des 18. Jahrhunderts)
  -  Nikolai Lwowitsch Luganski (S. Rachmaninov: Piano Concertos Nr. 2 & 4) (Musik des 19. Jahrhunderts)
- 2004:
  -  Hilary Hahn (Bach Concertos (J.S.Bach)) (Musik des 20. Jahrhunderts)
  -  Lang Lang (First Piano Concerts (Tchaikowsky, Mendelssohn)) (Musik des 19. Jahrhunderts)
  -  Murray Perahia (Murray Perahia plays Bach (J.S.Bach)) (Musik des 18. Jahrhunderts)
  -  Pierre-Laurent Aimard (Piano Concerto (Antonín Dvořák)) (Musik des 19. Jahrhunderts)
  -  Yo-Yo Ma (Vivaldi’s Cello (Antonio Vivaldi)) (Musik des 18. Jahrhunderts)
- 2003:
  -  Academy of St. Martin in the Fields,  Murray Perahia (Keyboard Concertos Nos. 3, 5, 6, 7 (J.S. Bach))
  -  Chamber Orchestra of Europe,  Nikolaus Harnoncourt,  Pierre-Laurent Aimard (Piano Concertos 1–5 (L. v. Beethoven))
  -  Europa Galante,  Fabio Biondi (Concerti per mandolini (A. Vivaldi))
  -  György Ligeti (The Ligeti Project III – Cello Concerto)
  -  London Symphony Orchestra,  Antonio Pappano,  Han-Na Chang (Sinfonia Concertante (S. Prokofiev))
  -  New Yorker Philharmoniker,  Kurt Masur,  Anne-Sophie Mutter (Violin Concerto – Romances (L.v. Beethoven))
  -  Nova Stravaganza,  Siegbert Rampe (Orchestral Works (Christoph Graupner))
  -  Orchestra of the Age of Enlightenment,  Viktoria Mullova (Violin Concertos 1, 3, 4 (W.A. Mozart))
  -  Symphonieorchester des Bayerischen Rundfunks,  Mariss Jansons,  Nikolaj Znaider (Violin Concerto No. 2 (S. Prokofiev))
  -  Wuppertal Symphony Orchestra,  George Hanson,  Alban Gerhardt (Orchestral Works (Anton Rubinstein))
- 2002:
  -  Deutsche Naturhorn Solisten,  Neue Düsseldorfer Hofmusik (Hornkonzerte und Ouvertüren (Georg Philipp Telemann))
  -  Murray Perahia (Klavierkonzerte (J.S. Bach))
  -  Sharon Isbin (Gitarrenkonzerte (Tan Dun, Christopher Rouse))
- 2001:
  -  Giuliano Carmignola (Die vier Jahreszeiten)
  -  Joshua Bell (J. Sibelius, K. Goldmark)
- 2000:
  -  Dieter Klöcker (Wind Concertos Vol. 2 (A. C. Cartellieri)) (18. Jahrhundert)
  -  Hilary Hahn (Violin Concertos (Barber & Meyer)) (19./20. Jahrhundert)
- 1999:
  -  Alfred Brendel (Klavierkonzerte 1–5) (19. Jahrhundert)
  -  Christine Schornsheim (C.P.E. Bach, W.F. Bach, J.C. Bach) (18. Jahrhundert)
  -  Frank Peter Zimmermann (Symphonie Nr. 2 (K. Weill)) (20. Jahrhundert)
  -  Mischa Maisky (Cello Concerto No. 1 (C. Saint-Saens)) (19/20. Jahrhundert)
- 1998:
  -  Berthold Goldschmidt (Goldschmidt: The Concertos)
  -  Dieter Klöcker (Concertos for Clarinet and Orchestra)
  -  Emmanuel Pahud (Flötenkonzerte 1 & 2)
- 1997:
  -  Ewa Kupiec (Klavierkonzerte)
  -  Marie-Luise Neunecker (Hornkonzerte 1 & 2)
  -  Michala Petri (Vivaldi Concertos Op. 10)
- 1996:
  -  Orpheus Chamber Orchestra,  Mischa Maisky (Cellokonzerte)
- 1995:
  -  Berliner Philharmoniker,  Claudio Abbado,  Viktoria Mullova (Violinkonzert in D-dur, Op. 77)
- 1994:
  -  Reinhold Friedrich,  Radio-Sinfonie-Orchester Frankfurt,  Dmitri Kitajenko (Nobody Knows De Trouble I See)

## Liedeinspielung des Jahres
- 2012:
  -  Werner Güra (Schubert: Willkommen und Abschied)
- 2011:
  -  Diana Damrau (Strauss: Poesie)
- 2010:
  -  Angelika Kirchschlager (Robert Schumann: Lieder)
- 2009:
  -  Renée Fleming (Richard Strauss: Vier letzte Lieder)
- 2008:
  -  Christianne Stotijn,  Orchester Musikkollegium Winterthur,  Jac van Steen (Frank Martin: Die Weise von Liebe und Tod des Cornets Christoph Rilke)
- 2007:
  -  Christine Schäfer,  Petersen-Quartett (Aribert Reimann: „…oder soll es Tod bedeuten?“ – Mendelssohn/Schumann Song Transcriptions)
- 2006:
  -  Susan Graham (E. Chausson, M. Ravel, C. Debussy: Poèmes de l’amour)
- 2005:
  -  Angelika Kirchschlager,  Barbara Bonney (First Encounter)
- 2004:
  -  Christian Gerhaher (Franz Schubert: Die schöne Müllerin)
- 2003:
  -  Dorothea Röschmann,  Ian Bostridge (The Songs of Robert Schumann, mit Graham Johnson)
- 2002:
  -  Christian Gerhaher (Franz Schubert: Winterreise)
  -  Renée Fleming (Night Songs)
- 2001:
  -  Barbara Bonney (Fairest Isle)
  -  Thomas Quasthoff (Franz Schubert & Johannes Brahms)
- 2000:
  -  Andreas Schmidt (R. Strauss: Complete Songs with Piano)
  -  Angelika Kirchschlager (When Night Falls)
- 1999:
  -  Ian Bostridge (Schubert Lieder)
  -  Susan Graham (The Songs of Reynaldo Hahn)
- 1998:
  -  Anne Sofie von Otter (Schubert Lieder, mit Bengt Forsberg)
  -  Bo Skovhus (Franz Schubert: Die schöne Müllerin)
- 1997:
  -  Anne Sofie von Otter (Wings in the Night – Swedish Songs)
- 1994:
  -  Cecilia Bartoli,  András Schiff (Italienische Lieder)

## Nachwuchsförderung
- 2017:
  -  TONALi
- 2016:
  -  Educationprogramm des Klavier-Festival Ruhr
- 2015:
  -  Classic Scouts
  -  Freie Grundschule Wernigerode
- 2014:
  -  Leben mit Musik Deutsche Staatsphilharmonie Rheinland-Pfalz
  -  Rhapsody in School
- 2013:
  -  Singschule an der Peterskirche Weinheim
- 2012:
  -  Bertelsmann-Stiftung
  -  Deutsche Kammerphilharmonie Bremen
- 2011:
  -  Jugend musiziert
  -  Musikalische Akademie des Bayerischen Staatsorchesters,  Jugendorchester ATTACCA
- 2010:
  -  Kultur- und Bildungsunternehmen der Hofer Symphoniker
  -  PODIUM – Junges Europäisches Musikfestival Esslingen

## Nachwuchskünstler des Jahres
- 2017:
  -  Lucas Debargue (Klavier)
  -  Yoel Gamzou (Dirigat)
  -  Notos Quartett (Gemischtes Ensemble)
  -  Dominik Wagner (Kontrabass)
  -  Pretty Yende (Gesang)
- 2016:
  -  Asya Fateyeva (Saxophon)
  -  Edgar Moreau (Cello)
  -  Yury Revich (Geige)
  -  Andrè Schuen (Gesang)
  -  Aurelia Shimkus (Klavier)
- 2015:
  -  Bryan Hymel (Gesang)
  -  Sonya Yoncheva (Gesang)
  -  Florian Noack (Klavier)
  -  Sophie Pacini (Klavier)
  -  Nemanja Radulović (Violine)
- 2014:
  -  Sabine Devieilhe (Gesang)
  -  Felix Klieser (Horn)
  -  Daniil Trifonow (Klavier)
  -  Tianwa Yang (Violine)
- 2013:
  -  Tine Thing Helseth (Trompete)
  -  Alexander Krichel (Klavier)
  -  Julia Lezhneva (Gesang)
- 2012:
  -  Chatia Buniatischwili (Klavier)
  -  Miloš Karadaglić (Gitarre)
  -  Vasily Petrenko (Dirigat)
  -  Anna Prohaska (Gesang)
  -  Julian Steckel (Cello)
- 2011:
  -  Anna Winnizkaja (Klavier)
  -  Maximilian Hornung (Cello)
  -  Ramón Ortega Quero (Oboe)
  -  Ray Chen (Violine)
  -  Robin Ticciati (Dirigat)
  -  Sebastian Manz (Klarinette)
  -  Vilde Frang (Violine)
  -  Vittorio Grigolo (Gesang)
  -  Yuja Wang (Klavier)
- 2010:
  -  Alice Sara Ott (Klavier)
  -  Christiane Karg (Gesang)
  -  Meta4 (Streicher)
  -  Olga Scheps (Klavier)
  -  Yannick Nézet-Séguin (Dirigat)
- 2009:
  -  Hardy Rittner (Klavier)
  -  Nils Mönkemeyer (Bratsche)
  -  Nuria Rial (Gesang)
- 2008:
  -  Danielle de Niese (Gesang)
  -  Lisa Batiashvili (Violine)
  -  Nikolai Alexandrowitsch Tokarew (Klavier)
- 2007:
  -  Alison Balsom (Trompete)
  -  Arabella Steinbacher (Violine)
  -  Gustavo Dudamel (Dirigat)
  -  Jay Greenberg (Komposition)
  -  Johannes Moser (Cello)
  -  Lauma Skride (Klavier)
  -  Nicole Cabell (Gesang)
- 2006:
  -  Linus Roth (Violine)
  -  Magali Mosnier (Flöte)
  -  Martin Helmchen,  Danjulo Ishizaka (Klavier & Cello)
- 2005:
  -  Baiba Skride (Violine)
  -  Philippe Jaroussky (Gesang)
- 2004:
  -  Daniel Hope (Violine)
  -  Martin Stadtfeld (Klavier)
  -  Renaud Capuçon,  Gautier Capuçon (Streicher)
- 2003:
  -  Anu Tali (Dirigat)
  -  Gábor Boldoczki (Trompete)
  -  Jonathan Lemalu (Gesang)
  -  Ragna Schirmer (Klavier)
  -  Severin von Eckardstein (Klavier)
- 2002:
  -  Chloë Hanslip (Violine)
  -  Patricia Petibon (Gesang)
  -  Piotr Anderszewski (Klavier)
- 2001:
  -  Mirijam Contzen (Violine)
  -  Yeon-Hee Kwak (Oboe)
- 2000:
  -  Anna Gourari (Klavier)
  -  Magdalena Kožená (Gesang)
- 1999:
  -  Andreas Scholl (Gesang)
  -  Daniel Harding (Dirigat)
  -  Hilary Hahn (Violine)
- 1998:
  -  Ahn Trio (Violine, Cello, Klavier)
  -  Alban Gerhardt (Cello)
  -  Christine Schäfer (Gesang)
  -  Wibi Soerjadi (Klavier)
- 1997:
  -  Han-Na Chang (Cello)
  -  Matthias Goerne (Gesang)
- 1996:
  -  Sophie Mautner (Klavier)
- 1995:
  -  Konstantin Lifschitz (Klavier)
- 1994:
  -  Andreas Haefliger (Klavier)
  -  Sarah Chang (Violine)

## Operetten-, Musical-, Filmmusikeinspielung des Jahres
- 2003:  Roman Polański (The Pianist)
- 2002:  Ludovico Einaudi (Nicht von dieser Welt)
- 2001:  Reinhard Goebel (Le Roi danse)
- 2000:  John Williams (Die Asche meiner Mutter)
- 1999:  Hans Zimmer (The Thin Red Line)
- 1998:  Georg Solti,  St. Petersburger Philharmoniker (Anna Karenina)
- 1997:  David Hirschfelder (Shine)
- 1995:  The Phoenix Symphony,  James Sedares,  Elmer Bernstein (The Magnificent Seven)
- 1994:  London Symphony Orchestra,  Michael Tilson Thomas (On the Town)

## Operneinspielung des Jahres
- 2017:
  -  Chamber Orchestra of Europe,  Yannick Nézet-Séguin,  Rolando Villazón,  Luca Pisaroni,  Christiane Karg,  Sonya Yoncheva,  Thomas Hampson (Mozart: Le nozze di Figaro) (Oper bis einschl. 17./18. Jahrhundert)
  -  Houston Symphony Orchestra,  Hans Graf,  Roman Trekel,  Anne Schwanewilms (Alban Berg: Wozzeck) (Oper 20./21. Jahrhundert)
- 2016:
  -  Orchestre symphonique de Montréal,  Kent Nagano (Honegger/Ibert: L’aiglon) (Oper 20./21. Jahrhundert)
  -  Il pomo d’oro,  Riccardo Minasi,  Max Emanuel Cenčić (Leonardo Vinci: Catone in Utica) (Oper bis einschl. 17./18. Jahrhundert)
  -  Flämischer Rundfunkchor,  Brüsseler Philharmoniker,  Hervé Niquet (Félicien David: Herculanum) (Oper 19. Jahrhundert)
- 2015:
  -  Boston Early Music Festival,  Paul O’Dette,  Stephen Stubbs (Marc-Antoine Charpentier: La descente d’Orphée aux enfers und La Couronne de Fleurs) (Oper bis 17./18. Jahrhundert)
  -  Metropolitan Opera,  David Robertson (Nico Muhly: Two Boys) (Oper 20./21. Jahrhundert)
- 2014:
  -  Teodor Currentzis, Music Aeterna (Mozart: Le nozze di Figaro) (Oper 17./18. Jahrhundert)
  -  Cecilia Bartoli,  Sumi Jo,  John Osborn,  Giovanni Antonini (Bellini: Norma) (Oper 19. Jahrhundert)
- 2013:
  -  Ian Bostridge (Britten: The Rape of Lucretia) (Oper 20./21. Jahrhundert)
  -  Max Emanuel Cenčić,  Philippe Jaroussky,  Diego Fasolis,  Concerto Köln (Leonardo Vinci: Artaserse) (Oper 17./18. Jahrhundert)
  -  Orchester des Mariinski-Theater,  Waleri Abissalowitsch Gergijew (Wagner: Die Walküre) (Oper 19. Jahrhundert)
- 2012:
  -  Philippe Jaroussky,  Max Emanuel Cenčić,  William Christie,  Les Arts Florissants (Duetti) (Opernarien und Duette)
  -  Jonas Kaufmann,  Claudio Abbado (Beethoven: Fidelio) (Oper 19. Jahrhundert)
  -  Julia Schröder,  Kammerorchester Basel,  Nuria Rial (Telemann: Opera arias) (Opernarien und Duette)
  -  Chor des Theaters Bonn,  Beethoven Orchester Bonn,  Stefan Blunier (F. Schreker: Irrelohe) (Oper 20./21. Jahrhundert)
  -  Sonia Prina,  Ann Hallenberg,  Max Emanuel Cenčić,  Il complesso barocco,  Alan Curtis (Gluck: Ezio) (Oper 17./18. Jahrhundert)
- 2011:
  -  Bejun Mehta (Händel: Ombra cara) (Opernarien und Duette)
  -  Fabio Biondi,  Europa Galante (Vivaldi: Ercole sul termondonte) (Oper 17./18. Jahrhundert)
  -  René Pape,  Staatskapelle Berlin (Wagner) (Oper 19. Jahrhundert)
  -  Stefan Blunier,  Beethoven Orchester Bonn,  Chor des Theaters Bonn (Eugen d’Albert: Der Golem) (Oper 20./21. Jahrhundert)
- 2010:
  -  Bryn Terfel (Bad Boys) (Opernarien und Duette)
  -  Cecilia Bartoli (Sacrificium) (Opernarien und Duette)
  -  Gerd Schaller,  Philharmonie Festiva (Carl Goldmark: Merlin) (Oper 19. Jahrhundert)
  -  Juan Diego Flórez (Christoph Willibald Gluck: Orphée et Euyridice) (Oper 17./18. Jahrhundert)
  -  Münchner Rundfunkorchester,  Ulf Schirmer (Karl Amadeus Hartmann: Des Simplicius Simplicissimus Jugend) (Oper 20./21. Jahrhundert)
  -  Vivica Genaux (Vivaldi: Opera arias – Pyrotechnics) (Opernarien und Duette)
- 2009:
  -  Anna Netrebko,  Rolando Villazón (Giacomo Puccini: La Bohème) (19. Jahrhundert)
  -  Hervé Niquet,  Le Concert Spirituel (Marin Marais: Sémélé) (17./18. Jahrhundert)
  -  Ian Bostridge,  Nathan Gunn,  Jonathan Lemalu,  London Symphony Orchestra & Chorus,  Daniel Harding (Benjamin Britten: Billy Budd) (20./21. Jahrhundert)
  -  René Pape (Gods, Kings & Demons) (Opernarien und Duette)
- 2008:
  -  Annette Dasch,  Bayerische Kammerphilharmonie,  David Syrus (Armida) (Opernarien und Duette)
  -  Kammerchor des Moskauer Konservatoriums,  Boris Tevlin (Rodion Schtschedrin: Boyarina morozova) (Oper des 20./21. Jahrhunderts)
  -  Natalie Dessay,  Opéra Lyon,  Evelino Pidò (Bellini: La sonnambula) (Oper des 19. Jahrhunderts)
  -  Nicholas Spanos,  Mary-Ellen Nesi,  Orchestra of Patras,  George Petrou (Händel: Tamerlano) (Oper des 17./18. Jahrhunderts)
- 2007:
  -  Juan Diego Flórez (Rossini: Matilde di Shabran) (Oper des 19. Jahrhunderts)
  -  Jörg Dürmüller,  Ksenija Lučić,  Egbert Junghanns,  Markus Köhler,  Reinhard Schmiedel,  Rundfunk-Sinfonieorchester Berlin (Ernst Krenek: Sardakai) (Oper des 20./21. Jahrhunderts)
  -  René Jacobs,  Freiburger Barockorchester,  RIAS Kammerchor (Wolfgang Amadeus Mozart: La clemenza di Tito) (Oper des 17./18. Jahrhunderts)
  -  Véronique Gens (Tragédiennes) (Opernarien und Duette)
- 2006:
  -  David Daniels,  Vivica Genaux,  Patrizia Ciofi,  Fabio Biondi,  Europa Galante (A. Vivaldi: Bajazet) (Oper des 17./18. Jahrhunderts)
  -  Jonathan Lemalu (Opernarien) (Opernarien und Duette)
  -  Nina Stemme,  Plácido Domingo,  Royal Opera House,  Antonio Pappano (R. Wagner: Tristan und Isolde) (Oper des 19. Jahrhunderts)
  -  Renée Fleming,  Semjon Bytschkow,  WDR Sinfonieorchester Köln (R. Strauss: Daphne) (Oper des 20./21. Jahrhunderts)
- 2005:
  -  Edita Gruberová (G. Rossini: Il barbiere di Siviglia) (Oper des 19. Jahrhunderts)
  -  Juan Diego Flórez (Great Tenor Arias) (Opernarien und Duette)
  -  Leonard Slatkin (Samuel Barber: Vanessa) (Oper des 20./21. Jahrhunderts)
  -  Marek Janowski (Ernst Krenek: Der Diktator, Das geheime Königreich und Schwergewicht oder Die Ehre der Nation) (Oper des 20./21. Jahrhunderts)
  -  René Jacobs (W. A. Mozart: Le nozze di Figaro) (Oper des 17./18. Jahrhunderts)
- 2004:
  -  BBC Symphony Orchestra,  Andrew Davis (Weill: The Firebrand of Florence) (Oper des 20. Jahrhunderts)
  -  Emmanuelle Haïm,  Le Concert d’Astrée (Henry Purcell: Dido and Aeneas) (Oper des 17./18. Jahrhunderts)
  -  Rolando Villazón (Italian Opera Arias) (Opernarien und Duette)
- 2003:
  -  City of London Sinfonia,  Richard Hickox,  James Gilchrist,  Pamela Helen Stephen (Benjamin Britten: Albert Herring)
  -  Les Arts Florissants,  William Christie (Jean-Philippe Rameau: Zoroastre)
  -  Orchestra of St. Luke’s,  Patrick Summers,  Renée Fleming (Bel Canto)
- 2002:
  -  Claudio Abbado,  Bryn Terfel (G. Verdi: Falstaff)
  -  Juan Diego Flórez (Rossini: Arien)
  -  Magdalena Kožená (Gluck, Mozart, Mysliveček: La Belle Immagini)
  -  Mireille Delunsch,  Simon Keenlyside,  Yann Beuron,  Laurent Naouri,  Alexia Cousin (Gluck: Iphigénie en Tauride)
- 2001:
  -  Al Ayre Español (Antonio de Literes: Acis y Galatea)
  -  Birgit Nilsson,  Gottlob Frick,  Hans Hopf,  Gerhard Unger,  Ingeborg Wenglor (Beethoven: Fidelio)
  -  José Carreras (Wolf-Ferrari: Sly)
  -  Matthias Goerne (Arias)
- 2000:
  -  Cappella Coloniensis,  Bruno Weil (Johann Christian Bach: Endimione) (17./18. Jahrhundert)
  -  Deutsches Symphonie-Orchester Berlin,  Wladimir Michailowitsch Jurowski,  Vesselina Kasarova (Massenet: Werther) (19. Jahrhundert)
  -  Ensemble Modern,  Max Raabe (Brecht/Weill: Die Dreigroschenoper) (20. Jahrhundert)
- 1999:
  -  Alberto Veronesi (18./19. Jahrhundert)
  -  Esa-Pekka Salonen (Ligeti: Le Grand Macabre) (20. Jahrhundert)
  -  Vesselina Kasarova (19. Jahrhundert)
- 1998:
  -  London Philharmonic Orchestra,  Georg Solti,  Bryn Terfel,  Renée Fleming,  Ann Murray,  Michele Pertusi (Mozart: Don Giovanni)
- 1997:
  -  Münchner Rundfunkorchester,  Chor des Bayerischen Rundfunks,  Roberto Abbado (Rossini: Tancredi)
- 1996:
  -  English Northern Philharmonia,  Richard Hickox (William Walton: Troilus and Cressida)
- 1995:
  -  Anatoli Kotscherga,  Marjana Lipovšek,  Samuel Ramey,  Sergej Larin,  Sergei Petrowitsch Leiferkus,  Philip Langridge,  Slowakische Philharmonie,  Rundfunkchor Berlin,  Tölzer Knabenchor,  Berliner Philharmoniker,  Claudio Abbado, (Mussorgski: Boris Godunow)
- 1994:
  -  Dmitri Hvorostovsky,  Nuccia Focile,  Neil Shicoff,  St. Petersburger Chamber Choir,  Orchestre de Paris,  Semjon Bytschkow (Tschaikowski: Eugen Onegin)

## Sänger des Jahres
- 2017:  Matthias Goerne
- 2016:  Philippe Jaroussky
- 2015:  Jonas Kaufmann
- 2014:  Piotr Beczała
- 2013:  Jonas Kaufmann
- 2012:  Klaus Florian Vogt
- 2011:  Thomas Hampson
- 2010:  Jonas Kaufmann
- 2009:  Christian Gerhaher
- 2008:  Philippe Jaroussky
- 2007:  Simon Keenlyside
- 2006:  Bryn Terfel
- 2005:  Rolando Villazón
- 2004:  Thomas Quasthoff
- 2003:  Salvatore Licitra
- 2002:  Marcelo Álvarez
- 2001:  Ramón Vargas
- 2000:  Marcelo Álvarez
- 1999:  José Cura
- 1998:  Thomas Quasthoff
- 1997:  Thomas Hampson
- 1996:  Peter Seiffert
- 1995:  Thomas Hampson
- 1994:  Ben Heppner

## Sängerin des Jahres
- 2017:  Joyce DiDonato
- 2016:  Anna Netrebko
- 2015:  Joyce DiDonato
- 2014:  Anna Netrebko
- 2013:  Joyce DiDonato
- 2012:  Renée Fleming
- 2011:  Simone Kermes
- 2010:  Joyce DiDonato
- 2009:  Elīna Garanča
- 2008:  Cecilia Bartoli
- 2007:  Elīna Garanča
- 2006:  Cecilia Bartoli
- 2005:  Anna Netrebko
- 2004:  Anna Netrebko
- 2003:  Vesselina Kasarova
- 2002:  Angela Gheorghiu
- 2001:  Barbara Frittoli
- 2000:  Anne Sofie von Otter
- 1999:  Edita Gruberová
- 1998:  Waltraud Meier
- 1997:  Cecilia Bartoli
- 1996:  Montserrat Caballé
- 1995:  Anne Sofie von Otter
- 1994:  Cecilia Bartoli

## Sinfonische Einspielung des Jahres
- 2017
  -  François Joubert-Caillet,  L’Achéron (Johann Bernhard Bach: Ouvertures) (Musik bis inkl. 18. Jahrhundert)
  -  Constantin Trinks,  Mozarteumorchester Salzburg (Hans Rott: Symphonie Nr. 1 E-Dur) (Musik 19. Jahrhundert)
  -  Neeme Järvi,  Orchestre de la Suisse Romande (Neeme Järvi conducts Ibert) (Musik 20./21. Jahrhundert)
- 2016
  -  Jordi Savall,  Le concert des nations (Les Éléments) (Musik bis inkl. 18. Jahrhundert)
  -  Nikolaus Harnoncourt,  Concentus Musicus Wien (Beethoven: 4. und 5. Symphonie) (Musik 19. Jahrhundert)
  -  Teodor Currentzis,  MusicAeterna (Stravinsky: Le Sacre du Printemps) (Musik 20./21. Jahrhundert)
- 2015
  -  Giovanni Antonini,  Il Giardino Armonico (Haydn 2032) (Musik bis inkl. 18. Jahrhundert)
  -  Riccardo Chailly,  Gewandhausorchester Leipzig (Brahms: Serenaden) (Musik 19. Jahrhundert)
  -  Christian Tetzlaff,  Paavo Järvi,  Orchestre de Paris (Dutilleux) (Musik 20./21. Jahrhundert)
- 2014
  -  Hannoversche Hofkapelle (Händel: Wassermusik) (Musik bis inkl. 18. Jahrhundert)
  -  Freiburger Barockorchester,  Pablo Heras-Casado (Schubert: Sinfonien Nr. 3 und 4) (Musik 19. Jahrhundert)
  -  Dogma Chamber Orchester, Mikhail Gurewitsch (Schostakowitsch) (Musik des 20./21. Jahrhundert)
- 2013:
  -  Bernard Haitink,  Symphonieorchester des Bayerischen Rundfunks (Gustav Mahler: Sinfonie Nr. 9) (Musik 19. Jahrhundert)
  -  Aapo Häkkinen,  Helsinki Baroque Orchestra (Franz Xaver Dussek: Vier Sinfonien) (Musik bis inkl. 18. Jahrhundert)
  -  Berliner Philharmoniker,  Simon Rattle (I. Strawinsky: Le Sacre du Printemps) (Musik 20./21. Jahrhundert)
- 2012:
  -  Berliner Philharmoniker,  Simon Rattle (Schönberg) (Musik 20./21. Jahrhundert)
  -  Radio-Sinfonieorchester Stuttgart des SWR,  Roger Norrington (Elgar: Enigma-Variations) (Musik 19. Jahrhundert)
- 2011:
  -  Charles Mackerras,  Scottish Chamber Orchestra (W. A. Mozart: Sinfonien 29, 31, 32, 35 & 36) (Musik bis inkl. 18. Jahrhundert)
  -  David Zinman,  Tonhalle-Orchester Zürich,  WDR Rundfunkorchester Köln (G. Mahler: Sinfonie 8) (Musik 19. Jahrhundert)
  -  Pierre Boulez,  Wiener Philharmoniker,  Wiener Singverein,  Steve Davislim (K. Szymanowski: Song of the Night) (Musik 20./21. Jahrhundert)
- 2010:
  -  Anima Eterna Brugge,  Jos van Immerseel (H. Berlioz: Symphonie Fantastique) (Musik 19. Jahrhundert)
  -  Cappella Coloniensis,  Bruno Weil (J. Haydn: Londoner Sinfonien 93, 95, 96) (Musik bis inkl. 18. Jahrhundert)
  -  Radio-Symphonieorchester Wien,  Rundfunkchor Berlin,  Marek Janowski (H. W. Henze: Sinfonie 9) (Musik 20./21. Jahrhundert)
- 2009:
  -  Concerto Köln (Henri-Joseph Rigel: Sinfonien) (18. Jahrhundert)
  -  Hermann Bäumer,  Sinfonieorchester Osnabrück (Josef Bohuslav Foerster: Sinfonien Nr. 1+2) (20./21. Jahrhundert)
  -  John Eliot Gardiner,  Orchestre Révolutionnaire et Romantique,  Monteverdi Choir (Johannes Brahms: Sinfonie Nr. 1) (19. Jahrhundert)
- 2008:
  -  Ádám Fischer,  Österreichisch-Ungarische Haydn-Philharmonie (Sinfonien 88 & 101 / Ouvertüre „L’isola disabitata“) (Musik bis inkl. 18. Jahrhundert)
  -  Enoch zu Guttenberg,  Orchester der Klangverwaltung München (4. Sinfonie Es-Dur) (Musik des 19. Jahrhunderts)
  -  Mariss Jansons,  Symphonieorchester des Bayerischen Rundfunks (Konzert für Orchester, Wunderbarer Mandarin, Daphnis und Chloé Suite) (Musik des 20./21. Jahrhunderts)
- 2007:
  -  Gewandhausorchester Leipzig,  Riccardo Chailly (Sinfonie 2 & 4 (Arr. Mahler) (Robert Schumann)) (Musik des 19. Jahrhunderts)
  -  Los Angeles Philharmonic,  Esa-Pekka Salonen (Le sacre du printemps (Strawinsky / Mussorgsky / Bartók)) (Musik des 20./21. Jahrhunderts)
  -  West-Eastern Divan Orchestra,  Daniel Barenboim (Live in Berlin – L. v. Beethoven: Sinfonie Nr. 9 „Choral“) (Musik des 18. Jahrhunderts)
- 2006:
  -  Claudio Abbado,  Berliner Philharmoniker (G. Mahler: Sinfonie Nr. 6) (Musik des 19. Jahrhunderts)
  -  Mariss Jansons,  Sinfonieorchester des Bayerischen Rundfunks (D. Schostakowitsch: Sinfonie Nr. 13) (Musik des 20./21. Jahrhunderts)
  -  Nikolaus Harnoncourt,  Concentus musicus (W.A. Mozart: Frühe Sinfonien Vol. 2) (Musik bis inkl. 18. Jahrhundert)
- 2005:
  -  Concerto Köln (Johann Wilhelm Wilms: Sinfonien Nr. 6 & 7) (Musik des 18. Jahrhunderts)
  -  Esa-Pekka Salonen,  Los Angeles Philharmonic Orchestra (Hindemith: Sinfonische Metamorphosen; die Vier Temperamente; Mathis der Maler) (Musik des 20./21. Jahrhunderts)
  -  Nikolaus Harnoncourt,  Wiener Philharmoniker (Anton Bruckner: 5. Sinfonie) (Musik des 19. Jahrhunderts)
- 2004:
  -  György Ligeti (The Ligeti Projekt (György Ligeti)) (Musik des 20. Jahrhunderts)
  -  Simon Rattle (Sinfonien 1–9) (Musik des 19. Jahrhunderts)
- 2003:
  -  Chicago Symphony Orchestra,  Daniel Barenboim (W. Furtwängler: Symphony No. 2)
  -  Concerto Köln,  Sarband (Dream of the Orient)
  -  San Francisco Symphony,  Michael Tilson Thomas,  Thomas Hampson,  Alexander Frey (Charles Ives: An American Journey)
- 2002:
  -  Günter Wand (A. Bruckner. Sinfonie Nr. 7) (19. Jahrhundert)
  -  Musica Antiqua Köln (G. Telemann: Sinfonia spirituosa) (18. Jahrhundert)
  -  Pittsburgh Symphony Orchestra,  Mariss Jansons (D. Schostakowitsch: Sinfonie Nr. 8) (20. Jahrhundert)
- 2001:
  -  Concerto Köln (A. Eberl: Symphonies)
  -  Günter Wand (A. Bruckner: Sinfonie Nr. 7)
  -  Roger Norrington (E. Elgar: Sinfonie Nr. 1)
- 2000:
  -  London Mozart Players (L. Kozeluch) (18. Jahrhundert)
  -  Philharmonia Orchestra,  Christian Thielemann (R. Schumann: Symphonie Nr. 3, Rheinische, Op. 97) (19. Jahrhundert)
  -  Philharmonisches Staatsorchester Hamburg,  Ingo Metzmacher (The Millennium Concert) (20. Jahrhundert)
- 1999:
  -  Günter Wand (Bruckner: Sinfonie Nr. 4) (19. Jahrhundert)
  -  Viktor Lukas,  Lukas-Consort (C. Cannabish: Symphonies) (18. Jahrhundert)
  -  Mariss Jansons (D. Schostakowitsch: Symphony No. 5) (20. Jahrhundert)
  -  Murray Perahia (Englische Suiten) (17./18. Jahrhundert)
- 1998:
  -  Christian Thielemann (R. Schumann: Sinfonie Nr. 2)
- 1997:
  -  Philharmonia Orchestra,  Gary Brain (Die Orchesterwerke)
- 1996:
  -  Symphonieorchester des Bayerischen Rundfunks,  Lorin Maazel (R. Strauss: Also sprach Zarathustra)
- 1995:
  -  City of Birmingham Symphony Orchestra,  Simon Rattle (Stabat Mater, Litania do Marii Panny, Symphonie Nr. 3)
- 1994:
  -  Orchestre Révolutionnaire et Romantique,  John Eliot Gardiner (H. Berlioz: Symphonie Fantastique)

## Solistische Einspielung des Jahres
- 2017:
  - Klavier
    -  Fazıl Say (Mozart: Complete Piano Sonatas) (17./18. Jahrhundert)
    -  Daniil Trifonov ("Transcendental") (19. Jahrhundert)
    -  Thomas Günther (Klavierwerke um den Russischen Futurismus Vol. 1–4) (20./21. Jahrhundert)

  - Gesang
    -  Marianne Crébassa (Oh, Boy) (Duette / Opernarien)
    -  Aida Garifullina (Arien / Rezitale)
    -  Ian Bostridge (Shakespeare Songs) (Lied)
- 2016:
  - Klavier
    -  Nelson Freire (Bach) (17./18. Jahrhundert)
    -  Khatia Buniatischwili ("Kaleidoscope") (19. Jahrhundert)
    -  Bertrand Chamayou (Ravel) (20./21. Jahrhundert)

  - Gesang
    -  Olga Peretyatko (Duette / Opernarien)
    -  Christiane Karg (Arien / Rezitale)
    -  Holger Falk (Lied)
- 2015:
  - Klavier
    -  Piotr Anderszewski (Bach: Englische Suiten 1, 3 & 5) (17./18. Jahrhundert)
    -  Grigori Sokolow (The Salzburg Recital) (19. Jahrhundert)
    -  Steffen Schleiermacher (teachers, friends, colleagues) (20./21. Jahrhundert)

  - Gesang
    -  Valer Sabadus,  Hofkapelle München,  Alessandro De Marchi (Gluck: La belle imagini)
    -  Elīna Garanča (Meditation)
    -  Patricia Petibon (La belle excentrique)
- 2014:
  -  Stephan Schardt (Telemann: Violin-Sonaten) (17./18. Jahrhundert)
  -  Igor Levit (späte Beethoven-Sonaten) (19. Jahrhundert)
  -  Arcadi Volodos (Volodos plays Mompou) (20./21. Jahrhundert)
  -  Jonas Kaufmann (Verdi-Album) (Duette/Arien)
  -  Miriam Feuersinger,  Capricornus Consort Basel (Graupner: Himmlische Stunden, selige Zeiten) (Arien/Rezitale)
  -  Ian Bostridge, Antonio Pappano (Benjamin Britten) (Lied)
- 2013:
  -  Emanuel Ax (Haydn/Beethoven/Schumann: Variations) (17./18. Jahrhundert)
  -  Elīna Garanča (Romantique) (Duette/Opernarien)
  -  Nikolai Lwowitsch Luganski (Rachmaninov: Klaviersonaten 1 & 2) (20./21. Jahrhundert)
  -  Mark Padmore (Britten: Serenade & Nocturne/Finzi: Dies Natalis) (Lied)
  -  Leo van Doeselaar (Heinrich Scheidemann: Orgelwerke) (19. Jahrhundert)
  -  Rolando Villazón (Villazón Verdi) (Arien/Rezitale)
- 2012:
  -  Rafał Blechacz (Debussy – Szymanowski) (20./21. Jahrhundert)
  -  Rebekka Hartmann (Birth of the Violin) (17./18. Jahrhundert)
  -  Jin Ju (Beethoven, Czemy, Schubert: Piano Music) (19. Jahrhundert)
- 2011:
  -  Alexandre Tharaud (Sonaten (Scarlatti)) (17./18. Jahrhundert)
  -  Henrico Stewen (Various Organ Works (Reger)) (20./21. Jahrhundert)
  -  Piotr Anderszewski (Klavierwerke (Schumann)) (19. Jahrhundert)
- 2010:
  -  Hardy Rittner (Sämtliche Klavierwerke (Arnold Schönberg)) (20./21. Jahrhundert)
  -  Mihaela Ursuleasa (Klavierwerke (Beethoven/Brahms/Ravel/Ginastera/Constantinescu)) (19. Jahrhundert)
  -  Murray Perahia (Partitas 1,5 & 6 (Bach)) (17./18. Jahrhundert)
- 2009:
  -  Martin Helmchen (Franz Schubert, Klaviersonate D 959 & 6 Moments Musicaux D 780) (19. Jahrhundert)
  -  Pierre-Laurent Aimard (Hommage à Messiaen) (20./21. Jahrhundert)
  -  Ragna Schirmer (G. F. Händel, Die Klaviersuiten) (17./18. Jahrhundert – Klavier)
- 2008:
  -  David Fray (Klavierwerke) (Musik des 20./21. Jahrhunderts)
  -  Martin Stadtfeld (Klaviersonaten) (Musik des 19. Jahrhunderts)
  -  Murray Perahia (Partitas 2, 3, 4) (Musik des 17./18. Jahrhunderts)
- 2007:
  -  Arcadi Volodos (Volodos Plays Liszt (Franz Liszt)) (Musik des 19. Jahrhunderts)
  -  Boris Wadimowitsch Beresowski (Ludus Tonalis-Suite „1922“ (Paul Hindemith)) (Musik des 20./21. Jahrhunderts)
  -  Christian Tetzlaff (J.S. Bach Sonatas & Partitas (Johann Sebastian Bach)) (Musik des 17./18. Jahrhunderts)
- 2006:
  -  Jewgeni Igorewitsch Kissin (Russian Album) (Musik des 20./21. Jahrhunderts)
  -  Joachim Held (Erfreuliche Lautenlust) (Musik des 17./18. Jahrhunderts)
  -  Maurizio Pollini (F. Chopin: Nocturnes) (Musik des 19. Jahrhunderts)
- 2005:
  -  Marc-André Hamelin (Nikolai Kapustin: Piano Music) (Musik des 20./21. Jahrhunderts)
  -  Martin Stadtfeld (J. S. Bach: Bach Pur) (Musik des 17./18. Jahrhunderts)
  -  Michael Korstick (Schubert, Beethoven: Sonate B-Dur D 960, 6 Bagatellen op. 126, Klavierstücke WoO 60–61a) (Musik des 19. Jahrhunderts)
- 2004:
  -  Pierre-Laurent Aimard (Images/Etudes (Claude Debussy)) (Musik des 19. Jahrhunderts)
- 2003:
  -  Christian Zacharias (Sonatas (Domenico Scarlatti))
  -  Jean-Yves Thibaudet (The Magic of Satie (Erik Satie))
  -  Li Yundi (Franz Liszt)
- 2002:
  -  Ferhan & Ferzan Önder (Vivaldi Reflections (Antonio Vivaldi))
  -  Leif Ove Andsnes (Klavierrecital (Franz Liszt))
  -  Pierre-Laurent Aimard (Melodien für Orchester (György Ligeti))
- 2001:
  -  Fazıl Say (Le Sacre du Printemps)
  -  Michail Pletnjow (Live at Carnegie Hall)
  -  Murray Perahia (Goldberg Variationen)
- 2000:
  -  Arnold Schoenberg Chor,  Il Giardino Armonico,  Cecilia Bartoli (The Vivaldi Album) (17./18. Jahrhundert)
  -  Jürgen Ruck,  Elena Cásoli (Chamber Music Vol. 1 (H.W. Henze)) (20. Jahrhundert)
  -  Markus Becker (Das Klavierwerk Vol. 5 (M. Reger)) (19. Jahrhundert)
- 1999:
  -  Arcadi Volodos (Liszt, Scriabin, Rachmaninoff) (19. Jahrhundert)
  -  Michail Pletnjow (Piano Works (A. Scriabin)) (20. Jahrhundert)
- 1998:
  -  Mandy Patinkin (Mamaloshen)
- 1997:
  -  Jens Peter Maintz (Violoncello discordable, Bach, Dutilleux, Kodály)

## Welt-Ersteinspielung des Jahres
- 2017:
  -  Thomas Fritzsch (Georg Philipp Telemann: 12 Fantasien für Gambe Solo TWV 40:26–37)
- 2016:
  -  Sébastien Daucé,  Ensemble Correspondances (Le Concert Royal de la Nuit)
- 2015:
  -  Philippe Jaroussky,  Karina Gauvin (Agostino Steffani: Niobe, regina di Tebe)
- 2014:
  -  Trio Image (Mauricio Kagel: Klavier-Trios)
- 2013:
  -  Cecilia Bartoli,  I Barocchisti,  Diego Fasolis (Mission)
- 2012:
  -  Michala Petri,  DR VokalEnsemblet,  Stephen Layton (The Nightingale)
- 2011:
  -  Manfred Honeck,  Swedish Radio Symphony Orchestra (Walter Braunfels: Jeanne d’Arc)
- 2010:
  -  Tschechische Philharmonie,  Charles Mackerras (Bohuslav Martinů: Drei Fragmente und Suite aus der Oper „Juliette“)
- 2009:
  -  Matthias Kirschnereit,  Robert Schumann-Philharmonie Chemnitz,  Frank Beermann (Felix Mendelssohn Bartholdy: Die Klavierkonzerte in e-Moll)
- 2008:
  -  Gächinger Kantorei Stuttgart,  Radio-Sinfonieorchester Stuttgart des SWR,  Helmuth Rilling (Sofia Gubaidulina: Johannes-Passion und Johannes-Ostern)
- 2007:
  -  Marek Janowski,  Rundfunk-Sinfonieorchester Berlin (Hans Werner Henze: Aristaeus)
- 2006:
  -  Marek Janowski,  Rundfunk-Sinfonieorchester Berlin (Paul Hindemith: The Long Christmas Dinner – Das lange Weihnachtsmahl)
- 2005:
  -  Anne-Sophie Mutter (Henri Dutilleux, Béla Bartók, Igor Stravinsky: Violin concertos)
- 2004:
  -  Torsten Rasch,  Katharina Thalbach,  René Pape,  Dresdner Sinfoniker,  John Carewe (Thorsten Rasch: Mein Herz brennt)
- 2003:
  -  Rundfunk-Sinfonieorchester Berlin,  Marek Janowski (Paul Hindemith: Die Harmonie der Welt)
- 2002:
  -  Berliner Baroque Solisten (Georg Philipp Telemann: Unbekannte Werke)
  -  Michael Tilson Thomas (Steven Mackey: Tuck and Roll)
  -  Roger Epple,  Claudia Barainsky,  Tom Harper (Karl Amadeus Hartmann: Wachsfigurenkabinett)
- 2001:
  -  György Ligeti,  Wolfgang Mohr (The Ligeti Project I – Mysteries of the Macabre)
- 2000:
  -  Péter Eötvös (Drei Schwestern nach Tschechow)
- 1999:
  -  André Previn,  Orchestra of the San Francisco Opera (Previn: A Streetcar Named Desire)
- 1998:
  -  Anne-Sophie Mutter (Krzysztof Penderecki: Lambert Orkis, Metamorphosen)
- 1997:
  -  Gächinger Kantorei,  Bach-Collegium Stuttgart,  Helmuth Rilling (Franz Schubert: Lazarus D 689)

## Würdigung des Lebenswerkes
- 2017:  Brigitte Fassbaender
- 2016:  Alfred Brendel
- 2015: / Menahem Pressler
- 2014:  Nikolaus Harnoncourt
- 2013:  Helmuth Rilling
- 2012:  Daniel Barenboim
- 2011:  Zubin Mehta
- 2010:  Kurt Masur
- 2009:  Plácido Domingo
- 2008:  José Carreras
- 2007:  Montserrat Caballé
- 2006:  Elisabeth Schwarzkopf
- 2005:  Pierre Boulez
- 2004:  György Ligeti
- 2003:  Anneliese Rothenberger
- 2002:  Maurizio Pollini
- 2001:  Joan Sutherland
- 2000:  Dietrich Fischer-Dieskau
- 1999:  Nicolai Gedda
- 1998:  Mstislaw Rostropowitsch
- 1997:  Georg Solti
- 1996:  Günter Wand und  Yehudi Menuhin
- 1995:  Sándor Végh
- 1994:  Christa Ludwig

## Sonderpreise
- 2015:
  -  Lang Lang International Music Foundation
- 2013:
  -  Fazıl Say
- 2012:
  -  Israel Chamber Orchestra
  -  Thomanerchor Leipzig
- 2011:
  -  José Antonio Abreu („Soziales Engagement“)
- 2010:
  -  Flying Steps (Für das Musikprojekt „Flying Steps meets Bach“)
  -  Zeit-Stiftung
- 2009:
  -  Fritz Busch („Sonderpreis Historische Edition“)
- 2008:
  -  Joachim Kaiser,  Hänssler Verlag,  Ludwig Beck am Rathauseck – Textilhaus Feldmeier
- 2006:
  -  José Carreras („Ambassador of Music“)
  -  Zeit-Stiftung,  Gerd Bucerius (Für das Musikprojekt „Historische Orgeln Mecklenburg-Vorpommern“)
- 2005:
  -  Daniel Barenboim („Botschafter der Musik“)
- 2004:
  -  Mstislav Rostropovich („Ambassador of Music“)

Christian Thielemann gab seinen Preis („Artist of the Year“) 2018 zurück.
- 2003:
  -  Johannes Rau (Für das Musikprojekt „Musik für Kinder“)
  -  Nikolaus Harnoncourt („Artist of the Year“)
- 2002:
  -  Bertelsmann-Stiftung (Für das Musikprojekt „Neue Stimmen“)
  -  Nigel Kennedy („Ambassador of Music“)
- 2001:
  -  Cecilia Bartoli („Artist of the Year“)
  -  Dieter Stolte („Medienmann des Jahres“)
- 2000:
  -  Radio-Sinfonieorchester Wien,  Gottfried Rabl (Für das Musikprojekt „Caruso 2000“)
  -  Helmuth Rilling
  -  Isaac Stern
  -  Marianne Käch,  Christian Müller (Für das Musikprojekt „Bach 2000“)
  -  Montserrat Caballé
  -  Ted Perry (Für das Musikprojekt „Hyperion-Schubert-Edition“)
- 1999:
  -  Concerto Köln,  René Jacobs (Multimedia für „Cosi fan tutte“)
  -  Orchestre National du Capitole de Toulouse,  Michel Plasson (Multimedia für „Roméo et Juliette“)
  -  Peter Ustinov (Der Bürger als Edelmann, Des Esels Schatten)
- 1997:
  -  Classic Cabinett („Handelspartner des Jahres“)
  -  David Helfgott
  -  MusikTriennale Köln („Festival des Jahres“)
- 1996:
  -  Ludwig Güttler
- 1994:
  -  Anne-Sophie Mutter
  -  Philip Glass („Crossover“)